# Batalha de Matapão
A Batalha de Matapão foi uma batalha naval travada a 19 de Julho de 1717, entre uma armada de aliados cristãos e a armada do Império Otomano. Foi travada no mar Mediterrâneo no golfo da Lacónia, no extremo sul da Grécia, a cerca de vinte milhas náuticas a nordeste do cabo de Matapão, que lhe deu o nome.
A armada cristã era essencialmente composta pela Armata grossa da República de Veneza, com uma esquadra de auxiliares dos Estados Pontifícios, da Ordem de Malta, do Grão-ducado da Toscana, e de Portugal. Com o desenvolver dos acontecimentos, foram estes últimos que travaram o combate mais importante da batalha, tendo a armada otomana retirado após um dia de combates, principalmente com as naus de guerra portuguesas.
A batalha foi uma vitória táctica dos aliados, mas indecisa do ponto de vista estratégico. No entanto, apesar de não apresentar qualquer resultado estratégico, o desempenho da esquadra portuguesa chefiada pelo seu almirante Lopo Furtado de Mendonça (conde de Rio Grande) prestigiou a Armada Real portuguesa, e toda a campanha pode ser considerada um grande êxito diplomático de D. João V ― apenas, parafraseando Clausewitz, com outros meios.

## Nota sobre toponímia
Neste artigo são usados os nomes que podemos ler nas fontes primárias e na subsequente historiografia, na sua maioria italiana dada a presença da República de Veneza nestas partes desde a Idade Média. A península do Peloponeso era nesta altura conhecida por Moreia no Ocidente. A província da Lacónia é também conhecida por Lacedemónia; o golfo da Lacónia, por golfo de Cefalónia. A ilha de Zante é a moderna Zacinto; o porto de Modon é a moderna Metoni; Coron é a moderna Coroni; e a ilha de Cérigo é a moderna Cítera, etc.

## Contexto histórico

### A Grande Guerra Turca
Em 1683, na guerra que na historiografia alemã é conhecida como a Grande Guerra Turca (Großer Türkenkrieg, 1683-1699) os exércitos do Império Otomano tinham voltado a pôr cerco a Viena, capital do Sacro Império Romano-Germânico, como tinham feito em 1529, no auge do poder dos turcos, com Solimão, o Magnífico. No entanto, os otomanos acabaram por perder a guerra, tendo a Áustria imposto o Tratado de Karlowitz aos turcos em 1697, pelo qual estes perderam importantes territórios. Isto levou o  sultão otomano, Mustafá II, a abdicar em favor do irmão Amade III em 1703.

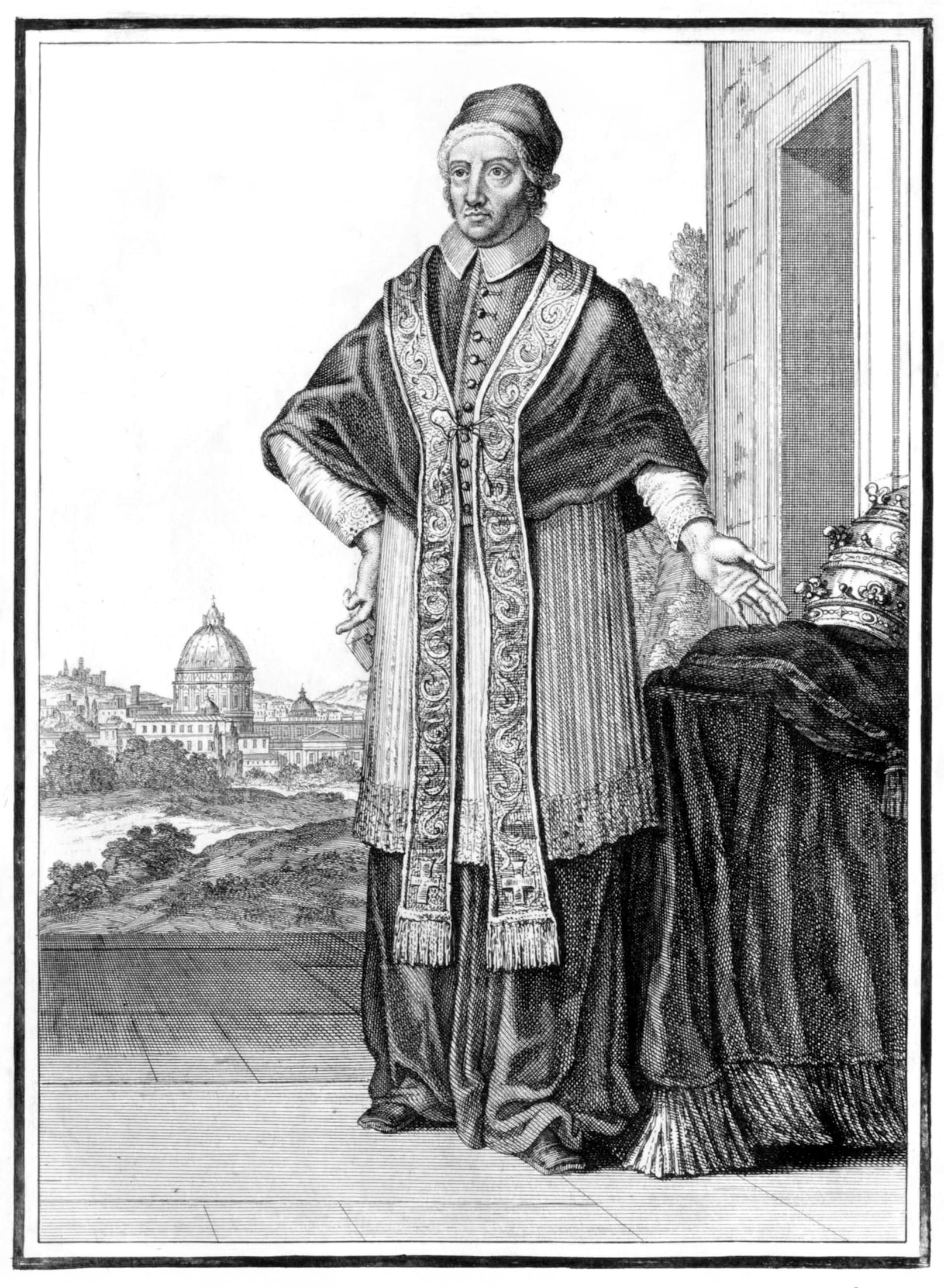
Papa Clemente XI (1700-1721), que organizou as armadas cristãs contra os turcos em 1716 e 1717

Anos mais tarde, depois de ter derrotado o Império Russo, cujo exército fora comandado pessoalmente por Pedro, o Grande, em 1711, o sultão quis recuperar o que o império tinha perdido em 1697. Por esse motivo, invadiu em 1715 a Moreia, a pretexto de que a República de Veneza tentava encorajar uma revolta em Montenegro contra os otomanos. Sem possibilidades de combater os otomanos sozinha, Veneza logo pediu ajuda ao papa e ao imperador.

### A Guerra da Sucessão Espanhola
No Ocidente, tinha-se acabado de disputar a Guerra da Sucessão Espanhola, de 1702 a 1714. Durante esta guerra, a França e a Espanha tinham lutado contra a Áustria, a Grã-Bretanha e os Países Baixos para colocar um rei no trono espanhol, vago após a morte de Carlos II de Espanha.
Nesta guerra de sucessão, Portugal tinha alinhado em 1703 com a Áustria, tendo o pretendente austríaco, o arquiduque Carlos ― mais tarde Carlos VI, Sacro Imperador Romano-Germânico, e cunhado de D. João V ―, desembarcado em Lisboa em 1704 com um exército aliado anglo-holandês. Este exército, juntamente com o exército português, tomou Madrid em 1706, apenas para sofrer a derrota na Batalha de Almansa em 1707. No ano seguinte, em 1708, o rei de Portugal, D. João V, casou com Maria Ana de Áustria, irmã do imperador e do arquiduque Carlos. Mas a paz chegou em 1713, sem grandes benefícios para Portugal.

### A intervenção de D. João V em 1716
Em 1715, quando Veneza pediu auxílio contra os turcos, a Áustria e os Estados Pontifícios responderam ao pedido. Mas enquanto a Áustria poderia colocar um forte exército no campo de batalha, não dispunha de uma armada significativa. O papa Clemente XI pediu assim ajuda aos principais reinos católicos ― a Espanha, a França, e Portugal ― contra o invasor muçulmano. A França, no entanto, não quis ajudar a Áustria, com quem acabara de estar em guerra. Mas a Espanha enviou uma esquadra de seis naves ao Mediterrâneo.
D. João V, certamente para não querer ficar atrás do rei espanhol, e ainda como uma maneira de promover Portugal no panorama internacional, enviou uma das mais grandiosas embaixadas de todos os tempos a Roma. Chefiada pelo Marquês de Fontes, dois anos depois premiado com o título historicamente mais importante de Marquês de Abrantes, esta pôde a 8 de julho de 1716 comunicar ao papa que uma esquadra de cinco naus de guerra e uma fragata, para além de embarcações auxiliares, seria esse mesmo verão enviada contra os turcos. A esquadra, comandada pelo Conde do Rio Grande, era composta pelos seguintes navios principais:

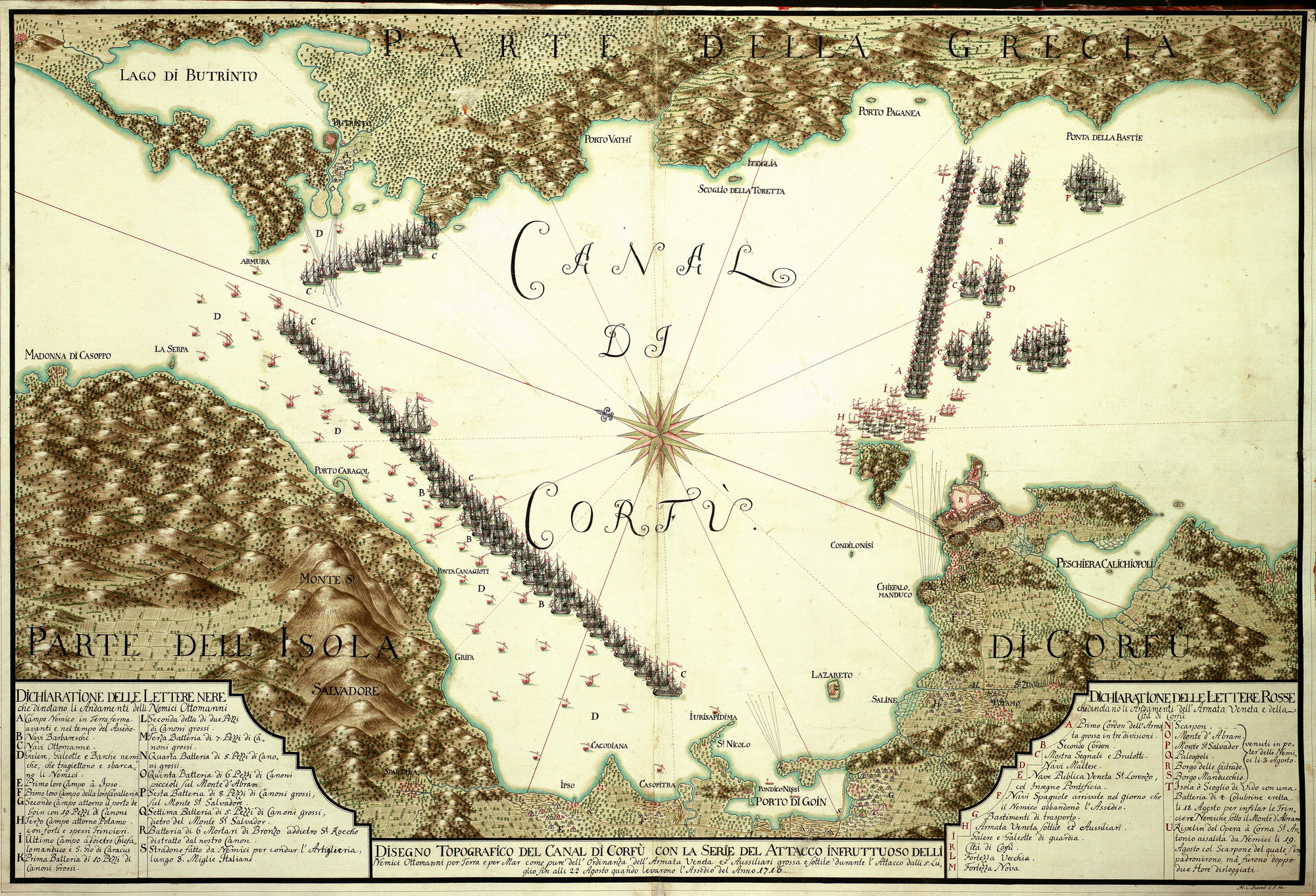
O cerco e a batalha naval de Corfu, a 8 de julho de 1716. Quando a esquadra portuguesa esse ano chegou a Corfu em Agosto, já os otomanos tinham levantado o cerco.

- Nossa Senhora da Conceição (80 peças);

- Nossa Senhora da Assunção (66 peças);

- Nossa Senhora das Necessidades (66 peças);

- Santa Rosa (66 peças);

- Rainha dos Anjos (56 peças);

- Uma fragata.

Esta esquadra tinha na realidade já largado do Tejo três dias antes da audiência papal, a 5 de Julho, rumo ao Mediterrâneo. Dirigiu-se primeiro a Livorno, na Itália, onde chegou a 12 de Agosto, para pedir instruções a Clemente XI. A 21 de Agosto chegou a resposta: a esquadra deveria dirigir-se a Corfu, que estava sitiada pelos turcos. As naves do Conde do Rio Grande dirigiram-se de imediato para o Levante, mas chegariam tarde demais: após uma batalha naval indecisa entre a armada aliada cristã e a turca a 8 de Julho, os exércitos imperiais do príncipe Eugénio de Saboia tinham vencido um exército otomano às margens do Danúbio a 5 de Agosto, e como resultado os turcos tinham levantado o cerco a Corfu. O Conde do Rio Grande decidiu por isso regressar a Lisboa, e a esquadra estava de volta ao estuário do Tejo a 28 de Outubro.
Esta primeira intervenção de D. João V no Mediterrâneo em 1716 não teve assim qualquer resultado prático. No entanto, mostrou ao cunhado, o imperador, ao papa, e a Veneza que poderiam contar com a ajuda de Portugal na guerra contra os turcos. Como recompensa, Clemente XI elevou a arquidiocese de Lisboa, criando o Patriarcado de Lisboa com a bula In supremo apostulatos solio de 7 de Novembro de 1716. Este era agora um de apenas três patriarcados da Igreja Católica no Ocidente. Os outros dois eram justamente Roma e Veneza.

## A esquadra portuguesa em 1717

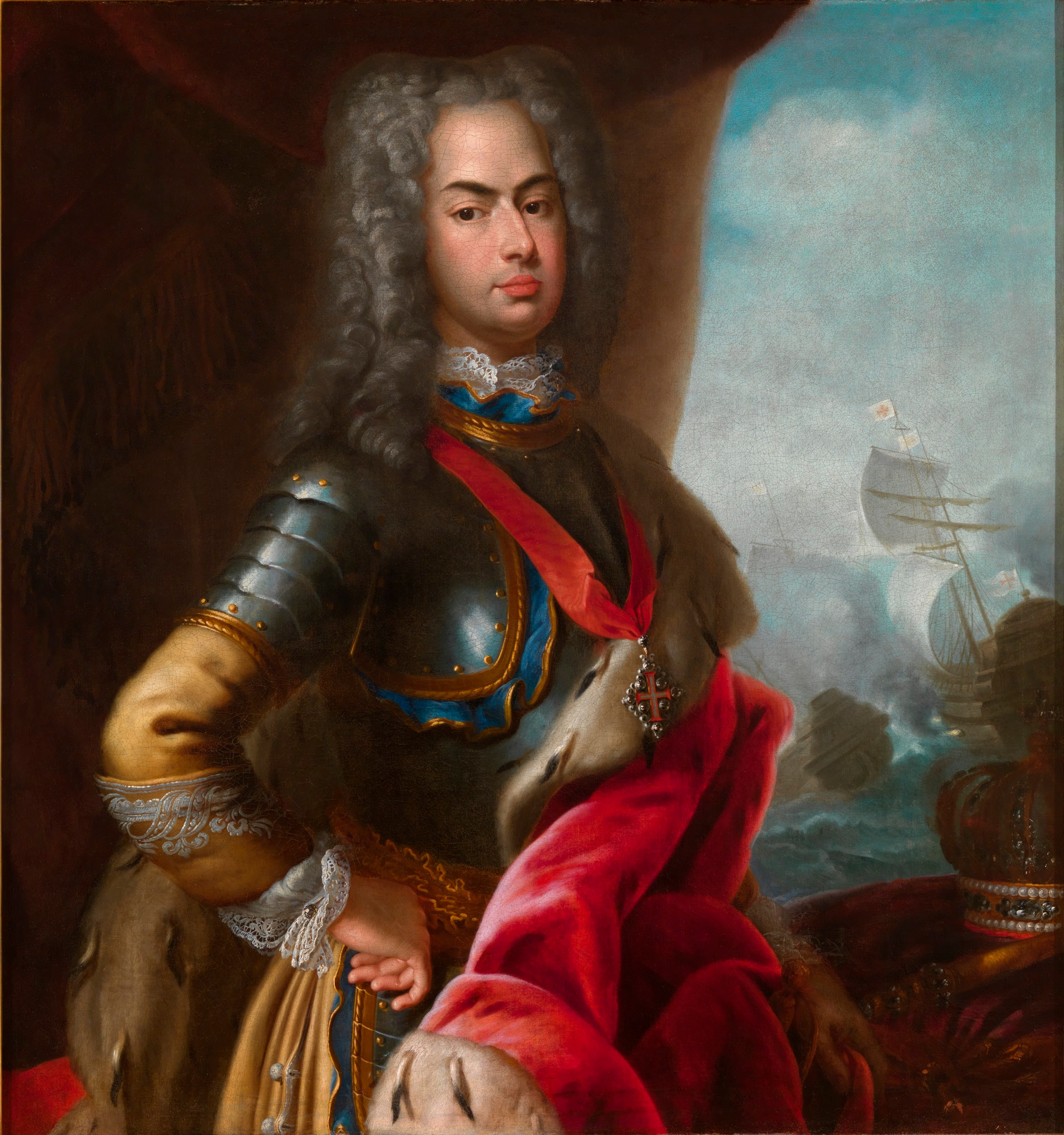
Quadro de D. João V, onde se vê ao fundo os navios na Batalha de Matapão. Muito possivelmente várias obras alusivas à batalha do Matapão terão sido pintadas para o rei, mas devido ao Terramoto de 1755, practicamente nenhumas chegaram aos nossos dias.

Ainda em Dezembro de 1716, o papa voltou a escrever ao monarca português, pedindo-lhe nova ajuda no ano seguinte. D. João V respondeu afirmativamente, e iniciou logo preparações, para poder enviar uma esquadra ao Mediterrâneo mais cedo do que fora o caso em 1716, para assim ter maior probabilidade de participar em acções contra o inimigo.
A esquadra de 1717 estaria novamente às ordens do Conde do Rio Grande. Decidiu-se enviar as mesmas cinco naus da esquadra de 1716, reforçadas por duas naus acabadas de construir: a Nossa Senhora do Pilar, uma nau de 80 peças tal como a Nossa Senhora da Conceição, a nau capitana do Conde do Rio Grande; e uma menor de 58 peças, esta em vez da fragata do ano anterior. A Nossa Senhora do Pilar, construída em Salvador (Bahia), foi armada pelo Infante D. Francisco, o mais velho dos irmãos de D. João V, que era de longe o maior entusiasta de questões navais na família real.
Na primavera de 1717 fizeram-se assim todos os preparativos necessários, a que os monarcas assistiram pessoalmente. No dia 25 de Abril de 1717, um Domingo, as majestades e o infante D. Francisco foram a bordo, assistindo aos últimos preparativos. O dia seguinte foi também passado no mar por D. Francisco. Por fim, às sete da manhã de 28 de Abril de 1717, a esquadra largou rumo ao Mediterrâneo. A bordo da almiranta ia o infante D. Francisco, que permaneceu a bordo até ao fim da tarde, quando regressou a terra a bordo de um iate; a sua despedida foi marcada por uma salva de 21 tiros de todas as naus da esquadra, a saber:

### A esquadra portuguesa na Batalha de Matapão
- Nossa Senhora da Conceição (80) ― Capitânia; construída em 1707, e abatida em 1724;

- Nossa Senhora do Pilar (80) ― Almiranta; construída em 1715, e abatida em 1740;

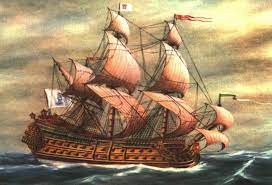
Nau capitânia Nossa Senhora da Conceição.

- Nossa Senhora da Assumpção (66) ― Fiscal; construída em 1705, e abatida em 1731;
- Nossa Senhora das Necessidades (66) ― Construída em 1708, e abatida em 1737;

- Santa Rosa (66) ― Construída em 1715, e perdida por incêndio em 1726, ao largo de Pernambuco, no Brasil;

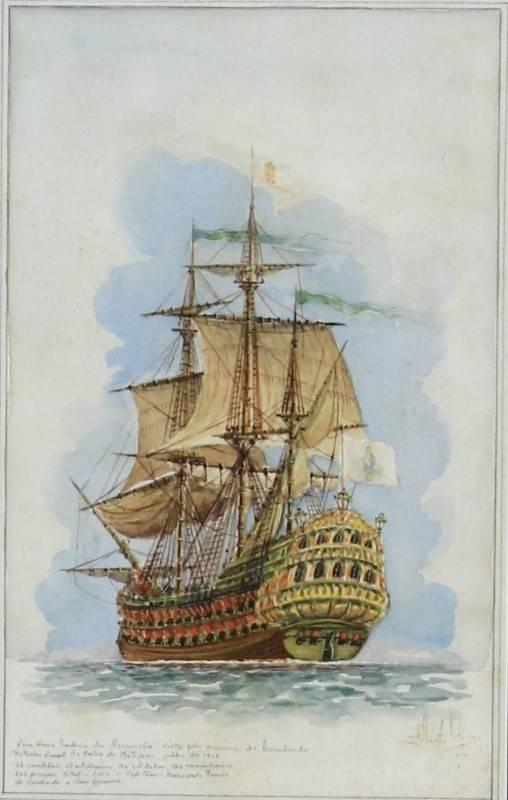
Nau Nossa Senhora da Assunção.

- Nau Nossa Senhora da Assunção.São Lourenço (58) ― Construída em 1716, e abatida em 1734;

- Rainha dos Anjos (56) ― Construída em 1714, e perdida por incêndio em 1722, no porto do Rio de Janeiro, quando regressava de uma missão diplomática à China a serviço da Santa Sé (ver D. João V).

Para além das naus de guerra, a esquadra incluía ainda as seguintes embarcações:
- São Tomás de Cantuária (20) ― Destinado a servir como navio-hospital; transportava ainda sobressalentes, etc.;
- Santo António de Pádua (8) ― Destinado, se propício, a servir como brulote;
- Santo António de Lisboa (8) ― Idem;
- Uma tartana para avisos (18).

Era assim uma esquadra de sete naus de guerra e quatro naves auxiliares, de 526 canhões no total e cerca de 3840 homens de guarnição. Na hierarquia da esquadra, a Nossa Senhora da Conceição era a nau capitana; levava o Conde do Rio Grande como almirante da esquadra. A Nossa Senhora do Pilar, uma nau mais recente e maior ― e outras vezes armada com 84 peças ―, era a almiranta; levava o Conde de São Vicente como vice-almirante da esquadra. Ambas estas naus principais levavam cerca de 700 homens de guarnição: 390 marinheiros, 220 soldados, e 90 artilheiros. A Nossa Senhora da Assumpção era a fiscal, ou terceira na hierarquia; levava Pedro de Castelo-Branco como capitão. Estas três naus, juntamente com a Santa Rosa e a veneziana Fortuna Guerriera de 70 peças, travariam o combate mais importante contra as naus turcas na Batalha de Matapão.
Merece destaque, nesta batalha contra os turcos muçulmanos, o facto de todas as naves da Armada Real portuguesa nesta época, das maiores às mais pequenas, terem nomes de santos ou outros conceitos religiosos da Igreja Católica. Principalmente a nau capitana deve ser referida: desde que D. João IV após a Restauração em 1640 declarou Nossa Senhora da Conceição como Padroeira e Defensora do Reino, sempre até a década de 1790 a Armada Real teve uma nau principal com esse nome. A nau capitana na Batalha de Matapão tinha assim em 1701 substituído outra com o mesmo nome de 1686-1699, que por sua vez substituirá outra de 1675-1687, etc. Mais tarde vemos outra nau com o mesmo nome por exemplo na Campanha do Rio da Prata em 1736; e a nau Príncipe Real, que chegou a ser armada com 110 peças, que foi uma das que participaram na transferência da corte portuguesa para o Brasil em 1808, tinha também sido lançada à água com o nome Nossa Senhora da Conceição em 1771, antes da armada passar a dar às naus nomes de membros da família real e almirantes históricos.
Merece por fim destaque as duas pequenas embarcações auxiliares terem o nome do mesmo santo, Santo António de Lisboa. Este santo, falecido e sepultado em Pádua, e até hoje o mais rapidamente canonizado em toda a história da Igreja Católica, é de longe o santo mais popular em Portugal.

### Armamento da esquadra portuguesa: comparações

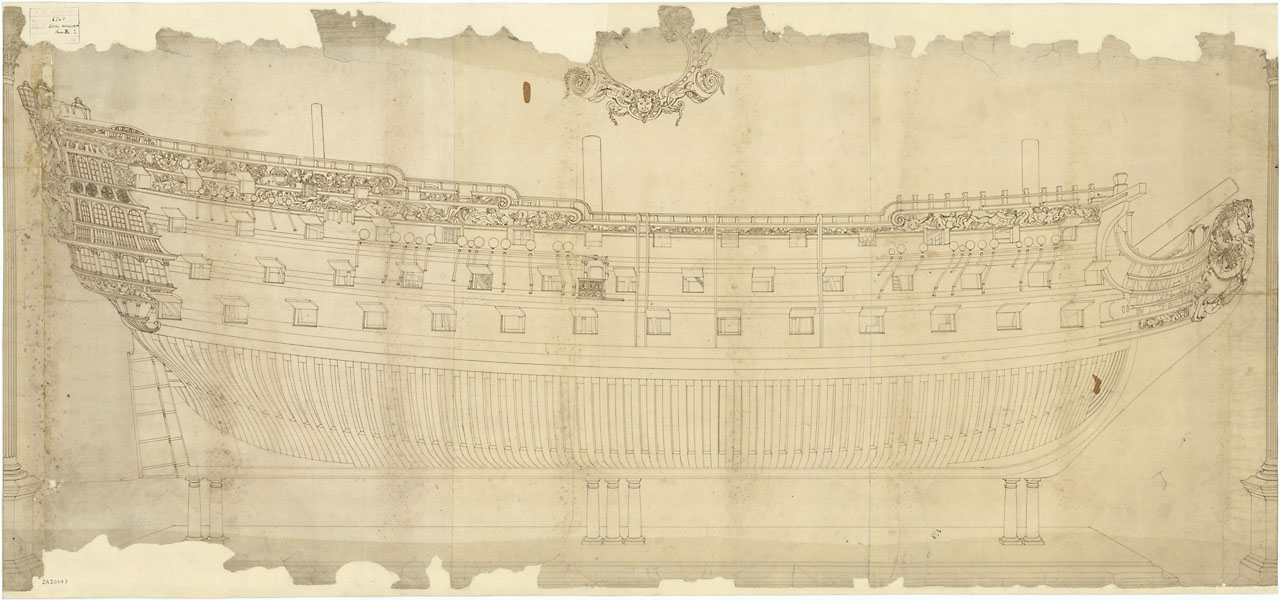
First rate ship of the line HMS Royal William, de 100 peças, de 1719. Demasiado artilhadas para o tamanho, naus inglesas como esta na época correspondiam mais às naus de 80 peças dos condes portugueses em 1717 na Batalha de Matapão, como se explica no texto.

As cinco principais naus portuguesas na Batalha de Matapão em 1717 estavam armadas da seguinte forma:
- Naus de 80 peças: canhões de 36 libras na coberta inferior, 12 libras na coberta superior, e 8 libras nos castelos da proa e popa;
- Naus de 66 peças: canhões de 24 libras na coberta inferior, 12 libras na coberta superior, e 9 libras nos castelos da proa e popa.

O armamento das naves era um misto de peças de bronze, melhores mas mais caras, e de ferro. Apenas a maior e mais moderna de todas as naus portuguesas, a Nossa Senhora do Pilar, se encontrava armada exclusivamente com peças de bronze ― o que, juntamente com o tamanho da nau, o número de peças, e a modernidade da construção, fazia dela possivelmente a melhor artilhada e mais formidável nau de toda a armada cristã.
Em comparação, os navios ingleses da época, segundo o 1706 Establishment e o correspondente Gun Establishment vigentes, estavam armados da seguinte forma:
- 3rd rate de 80 peças: canhões de 24 libras na coberta inferior, 12 libras na coberta superior, e 6 libras nos castelos da proa e popa;
- 3rd rate de 70 peças: canhões de 24 libras na coberta inferior, 8 libras na coberta superior, e 6 libras nos castelos da proa e popa.

Ainda em comparação, a nau Dannebrog de 90 peças da armada da Dinamarca, perdida na vitória naval de Køge Bugt ou baía de Køge contra a Suécia em 1710, estava armada da seguinte forma:
- Dannebrog, de 90 peças: canhões de 24 libras na coberta inferior, 14 libras na coberta superior, e 8 libras nos castelos da proa e popa.

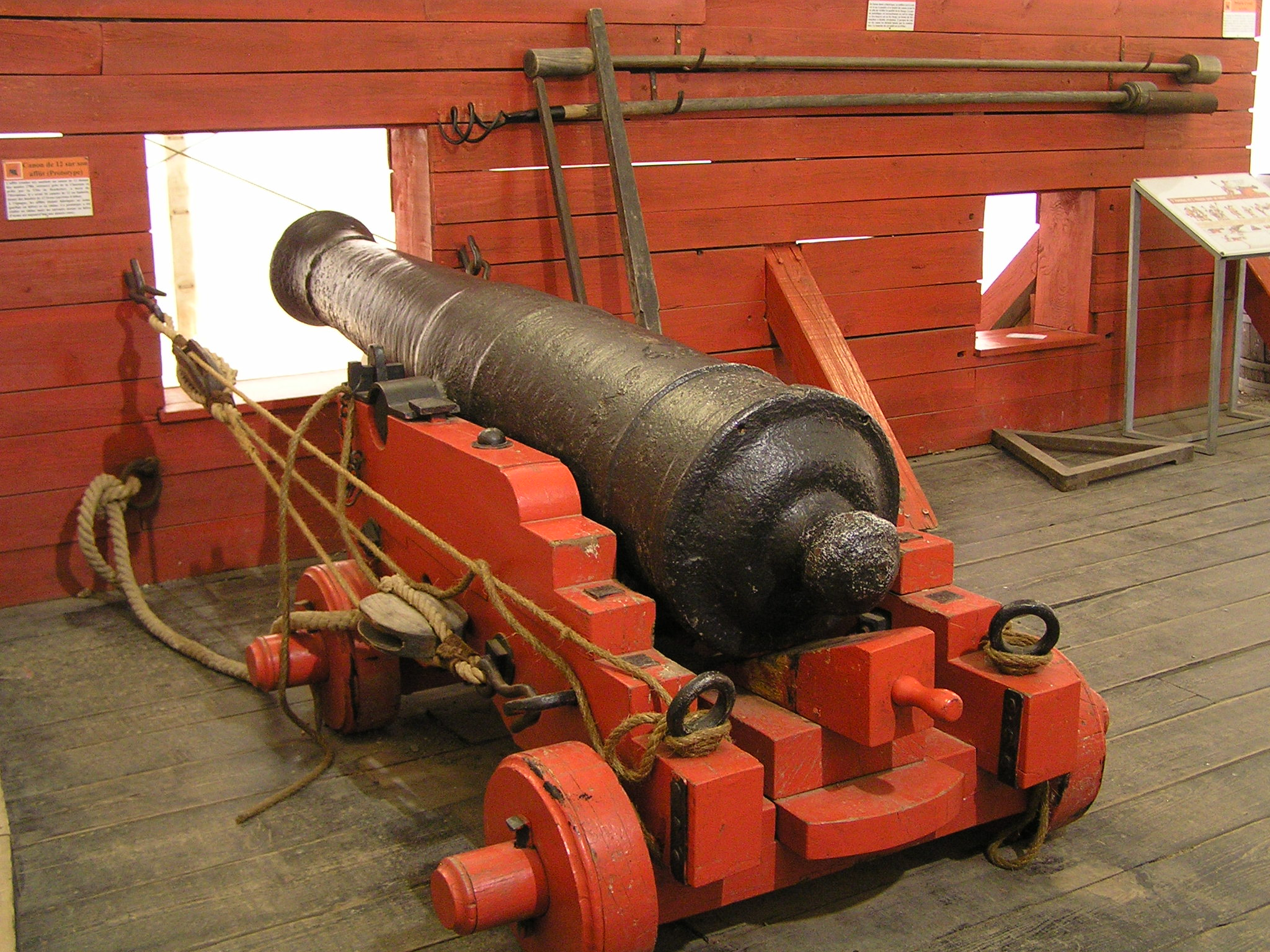
Peça de 12 libras do século XVIII, típica do armamento de cobertas superiores das naus de guerra, ou armamento principal de fragatas. Havia também peças de 18, 24, 32 e 36 libras, entre outras.

Tudo somado, peça por peça, isto significa assim que as naus portuguesas de 80 peças tinham um efeito de artilharia mais de 33% superior a uma equivalente inglesa, e mesmo cerca de 5% superior a uma de 90 peças dinamarquesa, neste exemplo; enquanto uma nau de 66 peças portuguesa tinha um efeito de artilharia cerca de 10% superior a uma inglesa de 70 peças. Dois anos mais tarde, o 1719 Establishment aumentou o tamanho dos canhões inferiores nas naus inglesas de 80 peças para 32 libras, isto sem se aumentar sensivelmente o tamanho dos navios; e isto numa altura em que as equivalentes francesas também, tal como as portuguesas, montavam canhões de 36 libras.
Devemos referir, ainda para poder comparar as naus portuguesas durante todo o reinado de D. João V, que as naus inglesas, devido ao demasiado conservador sistema de construção naval dos vários Establishments, sempre durante a primeira metade do século XVIII foram inferiores às espanholas e francesas, e muito possivelmente portuguesas ― faltam-nos fontes devido ao Terramoto de 1755 ― quanto à relação entre artilharia e tamanho da nau: no início do século encontravam-se fracamente artilhadas, como acabamos de ver, e à medida que aumentaram o tamanho dos canhões sem aumentar de forma correspondente o tamanho das naus, encontravam-se sobre-artilhadas, e logo menos estáveis quer como plataforma para a artilharia durante combate, quer em cruzeiro.
Isto era algo de que os almirantes ingleses activos tinham perfeita consciência, e as suas frequentes queixas ao Almirantado Britânico ― incluindo a famosa frase do almirante Anson: "our 70-gun ships are little superior to their 52-gun ships." ― levaram por fim ao abandono do sistema, no fim da Guerra da Orelha de Jenkins (1739-48) e da Guerra da Sucessão Austríaca (1740-1748), em que as naus da Royal Navy tinham provado estar manifestamente atrasadas em relação às inimigas.
Assim, as naus inglesas aumentariam imenso de tamanho na segunda metade do século XVIII, enquanto velhas naus viram reduzida a sua artilharia de modo a corresponder ao seu tamanho. Um exemplo é a 1st rate de 100 peças HMS Royal William, de 1719, que em 1756 foi reduzida a uma 2nd rate de 84 peças ― o mesmo número que a grande Nossa Senhora do Pilar, a almiranta portuguesa na Batalha de Matapão em 1717, por vezes também montava. Outro exemplo é a 2nd Rate HMS Marlborough de 90 peças, que em 1752 foi reduzida a uma 3rd rate de 68 peças ― equivalente a várias das naus portuguesas na Batalha de Matapão. É assim importante lembrar estes factores ao querer comparar as naus de guerra portuguesas do reinado de D. João V com as congéneres inglesas.

### Viagem da esquadra portuguesa

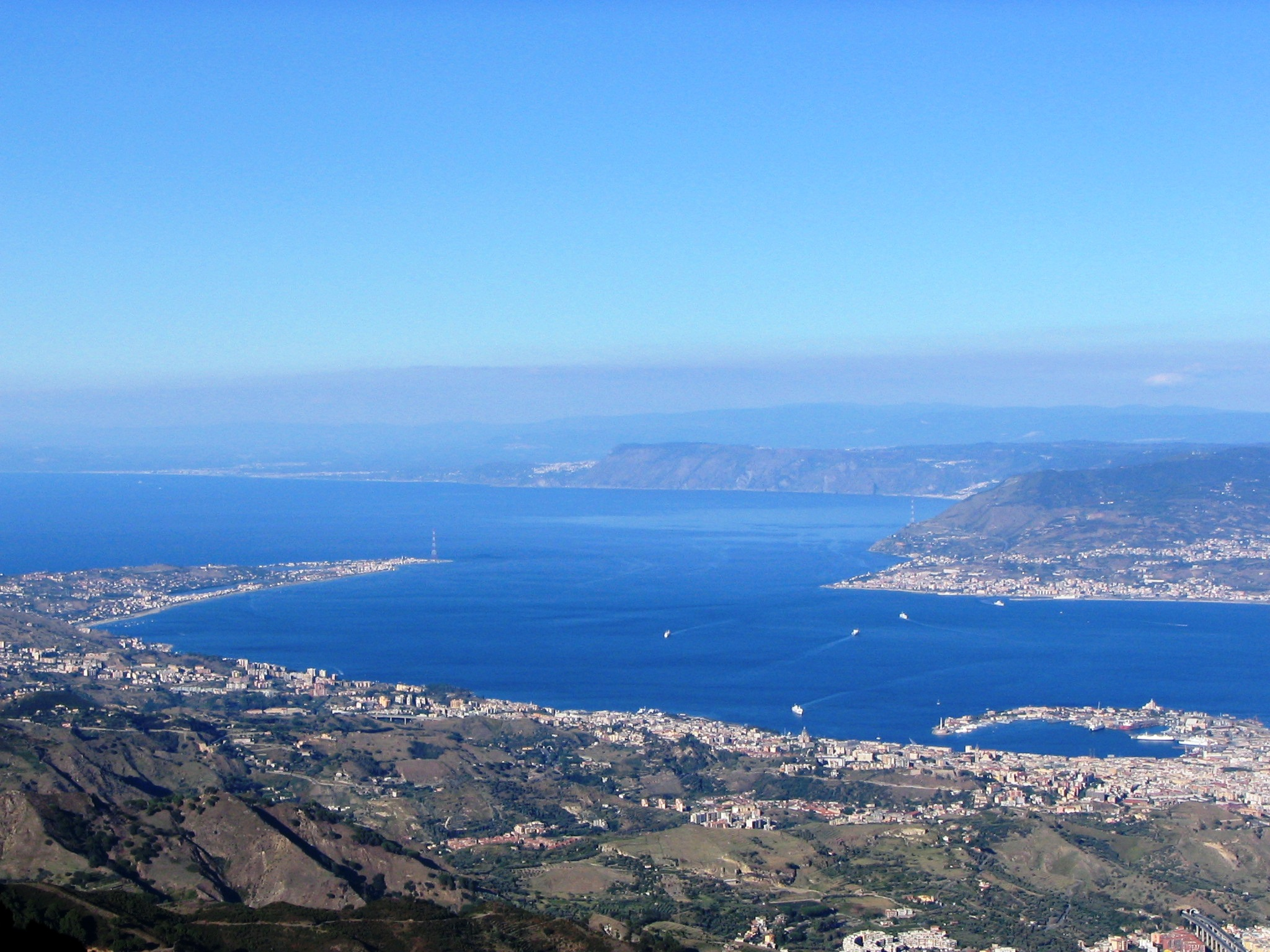
Aspecto do estreito de Messina, a que a esquadra portuguesa chegou a 30 de Maio.

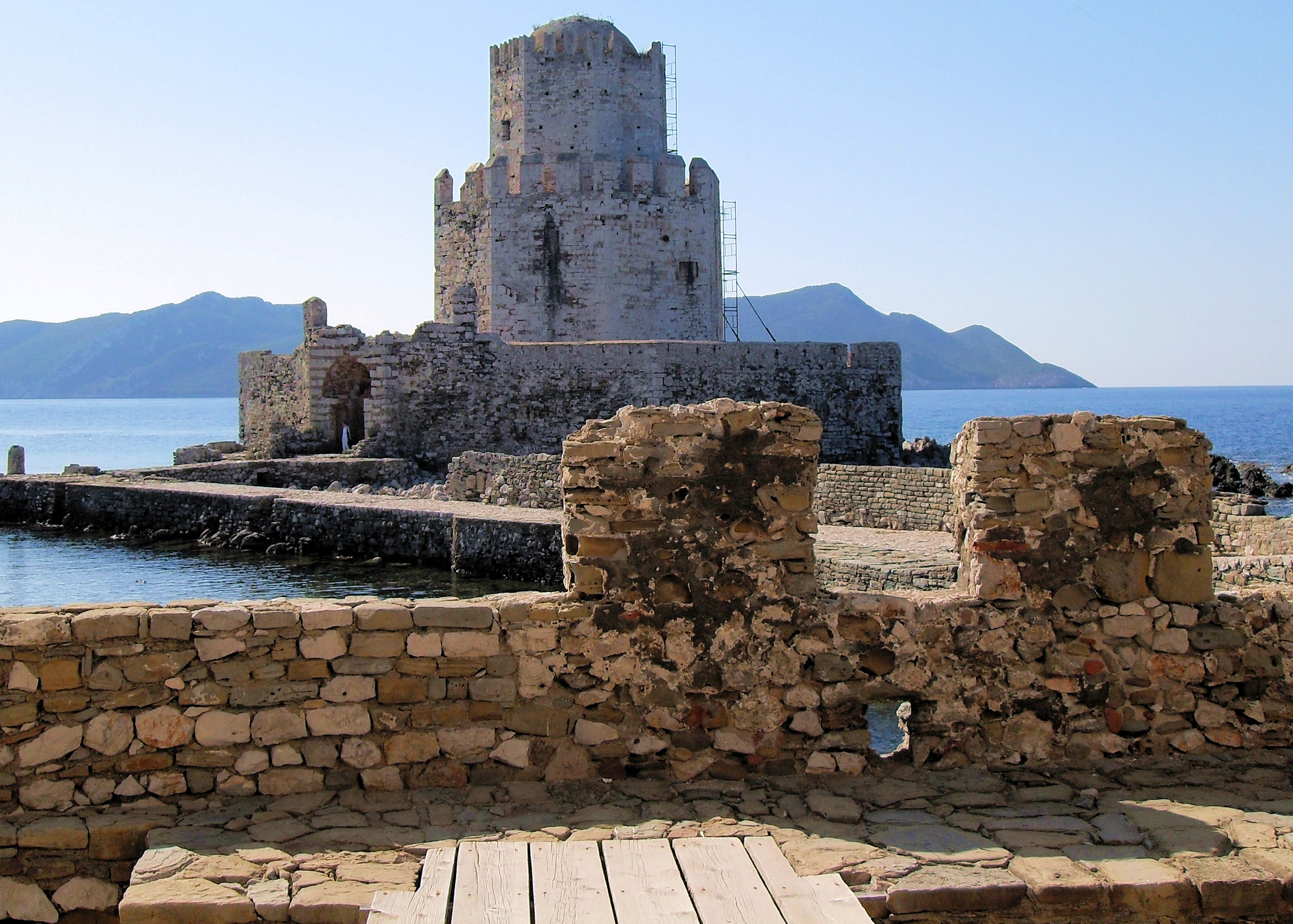
Aspecto da fortaleza de Modon, onde a esquadra portuguesa se encontrou com a Armata grossa de Veneza a 2 de Julho, antes da batalha.

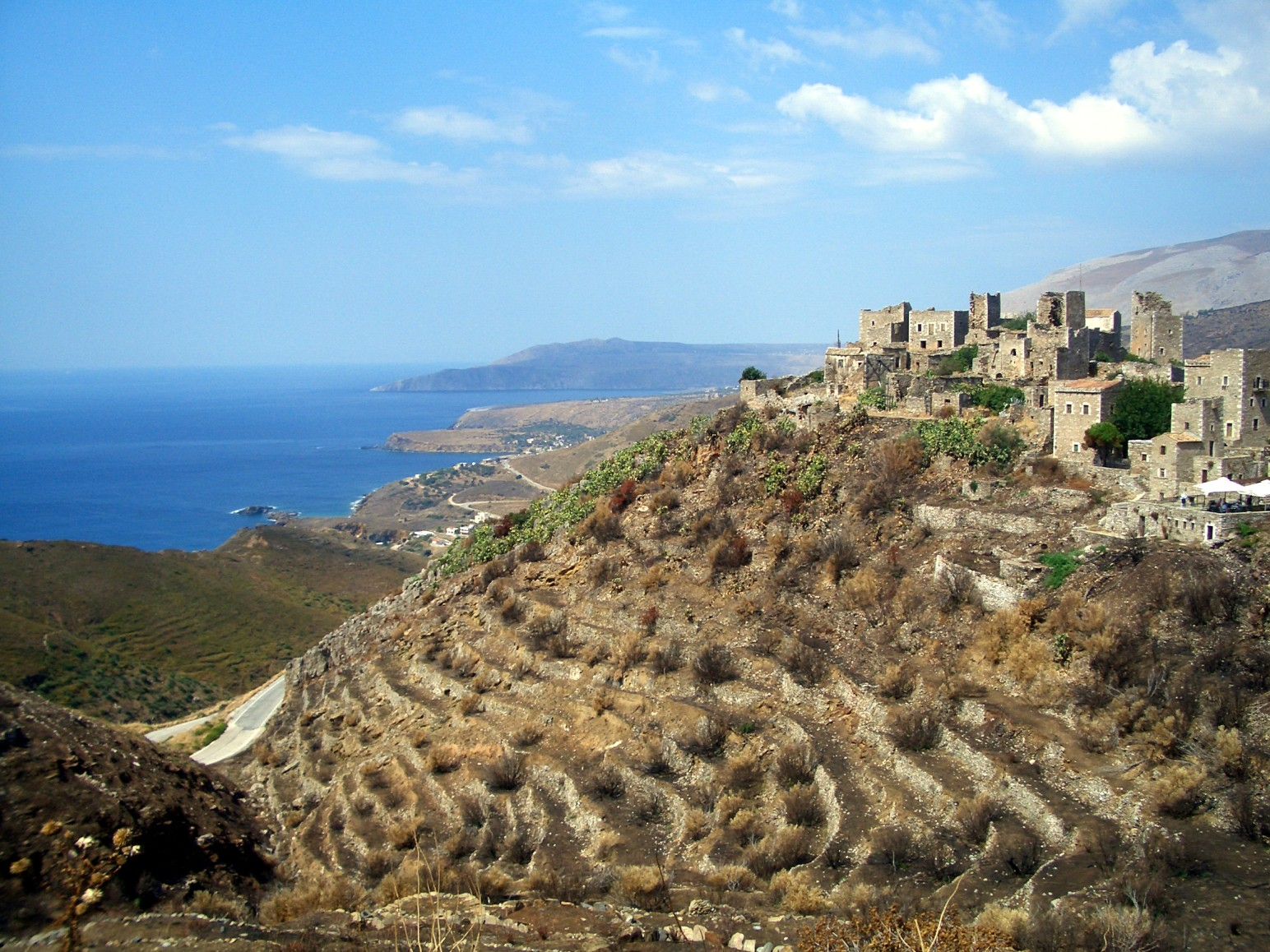
Vatheia, na Lacónia, no extremo sul do promontório do cabo Matapão.

A 28 de Abril de 1717, largou então de Lisboa a armada do Conde do Rio Grande. A sua missão era juntar-se à armada aliada cristã, cujas principais componentens eram a armada de remos de Veneza, comandada pelo almirante Andrea Pisani, e a chamada Armata grossa ou armada de vela veneziana, comandada pelo Almirante Francesco Flangini. Mas também a Ordem de Malta, o Grão-ducado da Toscana, e os próprios Estados Pontifícios tinham contribuido esquadras para a armada aliada, cujo supremo comando tinha pelo papa Clemente XI sido atribuído ao almirante Pisani.
Depois de ter largado de Lisboa, o progresso da esquadra portuguesa foi o seguinte:
- 1 de Maio: passou-se Cádiz;
- 10 de Maio: atingiu-se a latitude de Alicante;
- 19 de Maio: avistou-se a Sardenha;
- 21 de Maio: avistou-se a Sicília;
- 24 de Maio: chegou-se a Palermo, na Sicília. A entrada no porto foi marcada com uma salva de 13 tiros;
- 25 de Maio: dia de Corpus Christi. Houve festas a bordo e em terra, e uma visita do capitão da fortaleza, marcada com uma salva de 7 tiros;
- 28 de Maio: largada de Palermo;
- 30 de Maio: chegada a Messina, na Sicília;
- 1 de Junho: foi dado um banquete a bordo da Nossa Senhora do Pilar em honra do governador de Messina; a partida do governador foi marcada por uma salva de 11 tiros da nau do Conde de São Vicente;
- 2 de Junho: receberam-se mais visitas dos nobres de Messina, marcadas com uma salva de 7 tiros;
- 3 de Junho: largada de Messina;
- 10 de Junho: chegada a Corfu, marcada por uma salva de 13 tiros da nau do Conde do Rio Grande. Aqui se encontrava a armada de remo dos aliados cristãos, sob comando de Andrea Pisani, almirante supremo da armada cristã contra os turcos, a saber:[3]
  - 4 galeaças de Veneza;
  - 13 galés de Veneza;
  - 5 galés da Ordem de Malta;
  - 4 galés do Estados Papais;
  - 2 galés da Toscana.
- 11 de Junho: visita do almirante supremo Pisani, marcada por uma salva de 13 tiros de todas as naus portuguesas;
- 12 de Junho: visita do almirante da Toscana;
- 13 de Junho: dia de Santo António; a esquadra portuguesa entreteve visitas, especialmente cavaleiros da Ordem de Malta e de Florença. O dia foi marcado com salvas de 9 tiros pela manhã, 13 tiros à tarde, e novamente 9 tiros à noite por todas as naus portuguesas;
- 16 de Junho: chegada das duas naus da Ordem de Malta, de 56 e 46 peças (a última na realidade uma grande fragata) e da Fortuna Guerriera (70), de Veneza, a Corfu; as naus da Ordem estavam às ordens do cavalleiro francês de Bellefontaine, que tinha sido nomeado comandante da esquadra dos aliados de Veneza pelo Papa, mas que os condes portugueses logo recusaram obedecer (ver infra). Visita ainda dos condes portugueses a Pisani, marcada por uma salva de canhão e mosquetes de todas as galés;
- 22 de Junho: largada da armada cristã de Corfu, rumo ao sul;
- 25 de Junho: a armada fundeou em Zante, onde o Conde do Rio Grande decidiu deixar a São Tomás de Cantuária;
- 29 de Junho: a armada largou de Zante;
- 2 de Julho: encontro com a Armata grossa de Veneza, a sudoeste da costa da Moreia, ao largo de Modon, na Messénia.

Contrariamente ao que sucedera em Messina quando a esquadra portuguesa se encontrou com a armada de remo, que não celebrou a chegada das naus do Conde do Rio Grande como os portugueses tinham esperado, a chegada das naves portuguesas provocou grandes festejos a bordo das naus de guerra de Veneza. Como não será de estranhar, a bordo da Armata grossa sabia-se melhor dar valor a naus de guerra que a bordo das galés.

## AArmata grossaveneziana

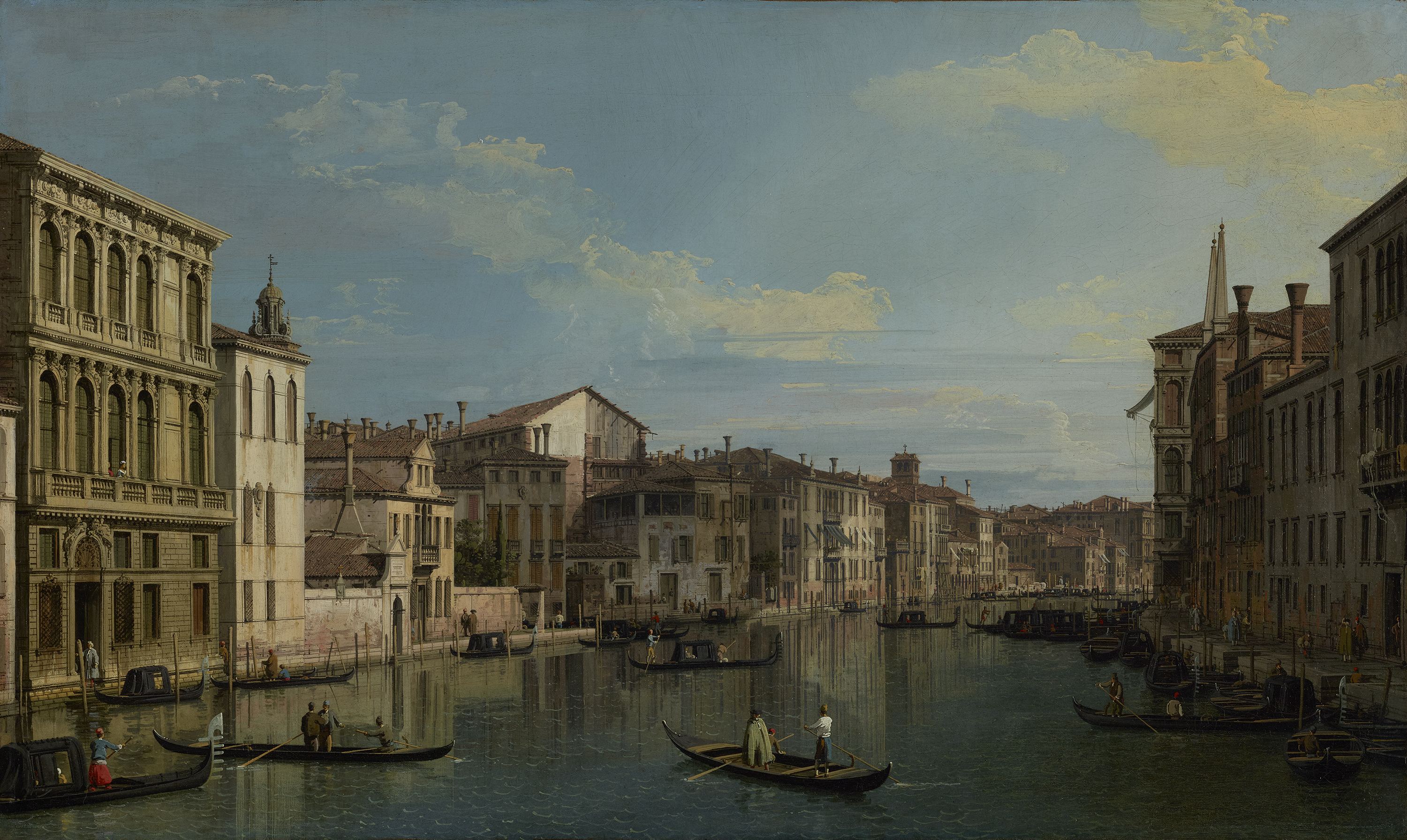
O Canal Grande em Veneza, cerca de 1738. À esquerda vemos o Palazzo Flangini, do almirante morto na Batalha de Imbros, um mês antes de Matapão.

A Armata grossa, ou de vela, veneziana tinha largado de Corfu a 10 de Maio, e tinha chegado à ilha de Imbros, à entrada dos Dardanelos, a 8 de Junho. Precisamente dois dias depois tinha a armada otomana saído dos Dardanelos, e uma batalha sangrenta mas indecisa tinha sido travada no mar Egeu ao largo de Imbros de 12 a 16 de Junho. Durante esses combates, em que a armada de Veneza estivera dividida em três esquadras, o almirante supremo Flangini, na Esquadra Vermelha, tinha morrido a bordo da Leon Trionfante (80); na Esquadra Azul, a Colomba d'Oro (78), do almirante Diedo, ficara seriamente danificada, mas chegaria a participar na Batalha de Matapão. Duas outras naus da Esquadra Azul não participaram, muito possivelmente por estarem demasiado danificadas. A composição da Armata grossa na Batalha de Imbros fora:

### Esquadra Vermelha

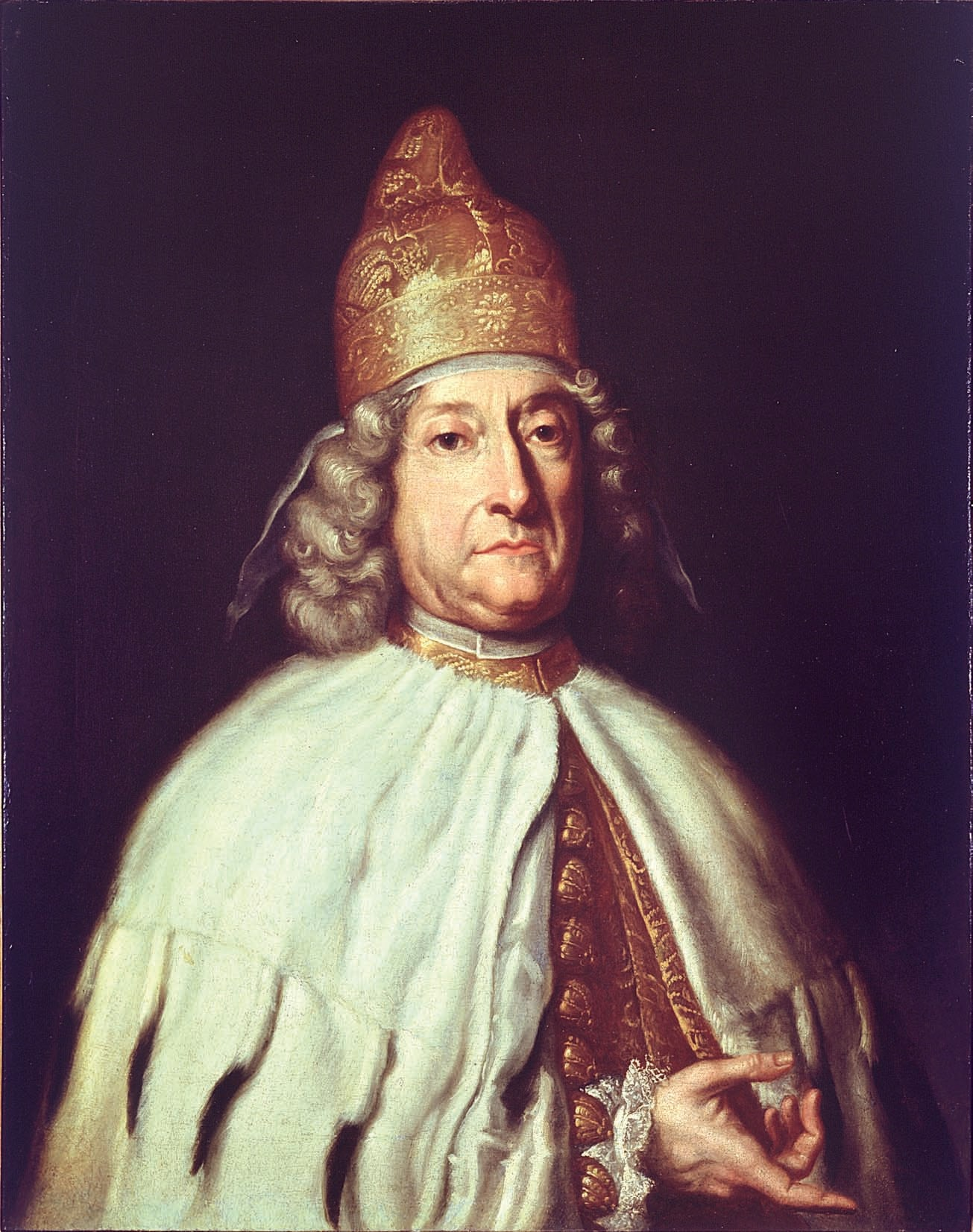
Giovanni II Cornaro, Doge de Veneza de 1709 a 1722. O seu pedido de ajuda contra os turcos levaria à Batalha de Matapão.

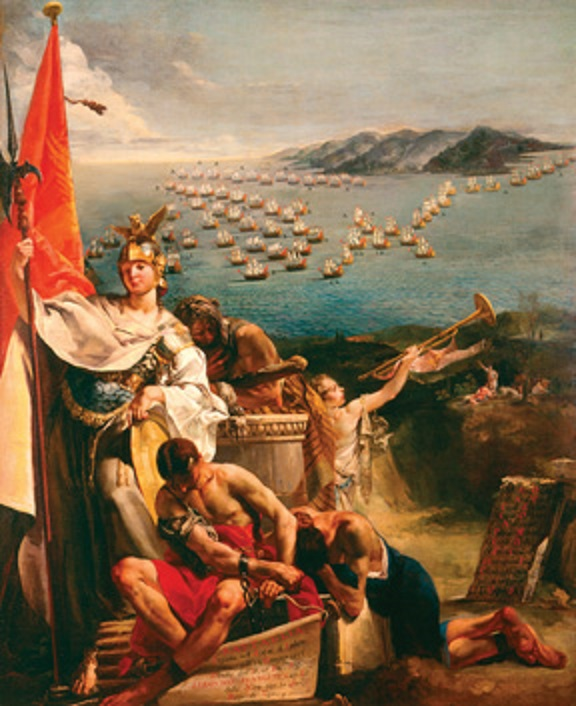
A Batalha de Imbros, à entrada dos Dardanelos, travada de 12 a 16 de Junho de 1717. Nesta batalha o almirante veneziano Flangini foi mortalmente ferido. Um mês mais tarde travou-se a Batalha de Matapão.

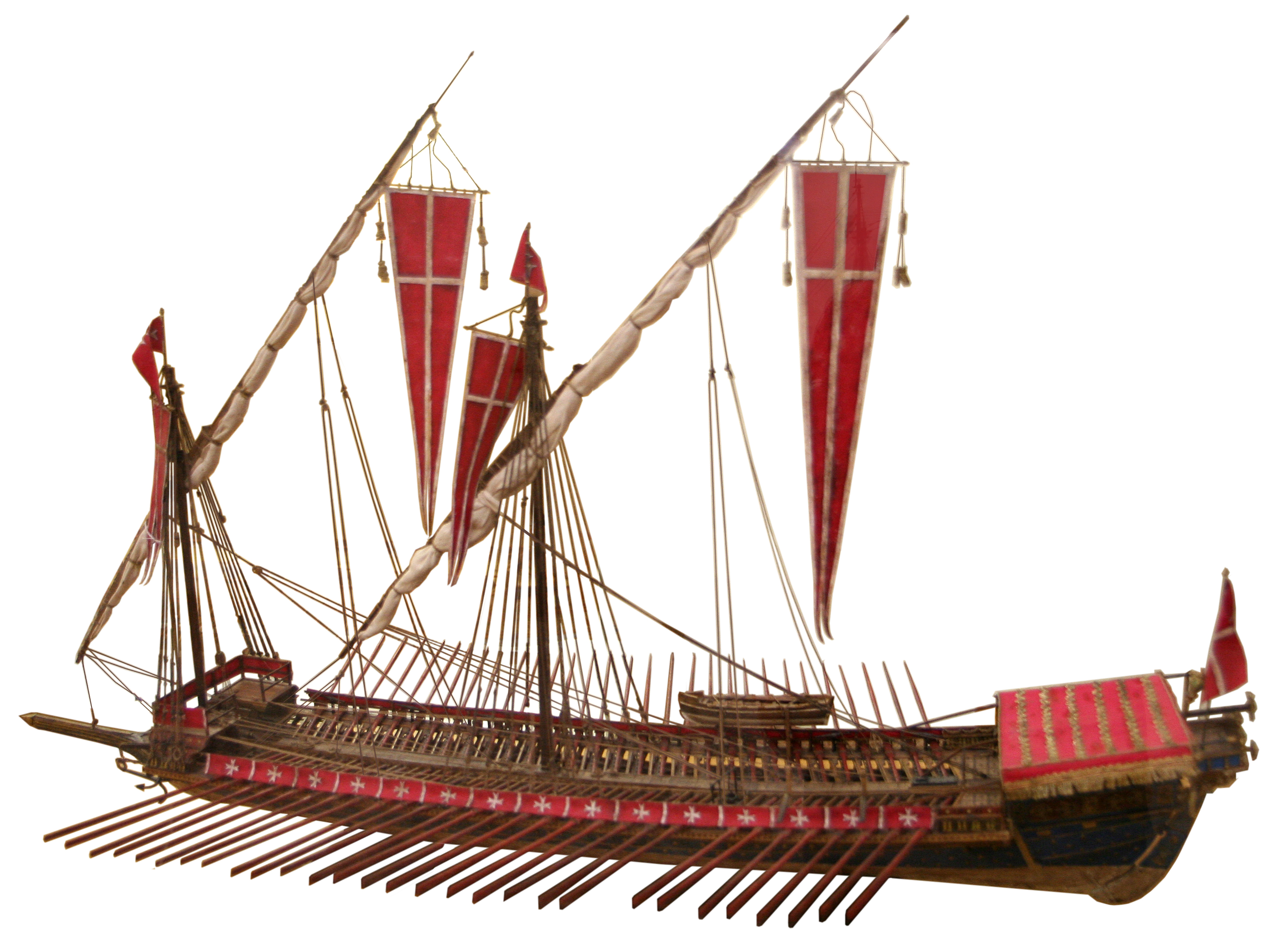
Modelo de uma galé da Ordem de Malta. Ambas as armadas na Batalha de Matapão possuiam galés como esta, mas elas não chegaram a participar nos combates.

†Almirante Flangini
- Leon Trionfante (80)

- Corona (80)

- Costanza Guerriera (78)

- Aquila Valiera ("Aquila") (76)

- Grande Alessandro (74)
- Madonna dell'Arsenal (70)

- Fenice (56)

- San Andrea (56)

- San Francesco (54)

Total: 10 naus, 624 peças

### Esquadra Amarela
Almirante Correr
- Terror (88)

- Madonna della Salute (76)

- Gloria Veneta (76)

- Scudo della Fede (56)

- San Pietro (54)

- Aquila Volante ("Aquiletta") (54)

- Nettuno (50)

- Madonna del Rosario (60?) ― usada como navio-hospital durante a Batalha de Matapão

Total: 8 naus, 514 peças

### Esquadra Azul
Almirante Diedo
- Colomba (78)

- San Pio V (70)

- Trionfo (70)

- San Lorenzo Giustinian (70)

- Rosa Moceniga ("Rosa") (56)

- Sacra Lega (54)

- Valor Coronato (54)

- San Gaetano (??) ― não participou na Batalha de Matapão

- Venetia (??) ― não participou na Batalha de Matapão

Total: 10 naus, 552+ peças

## A armada otomana
Nota:

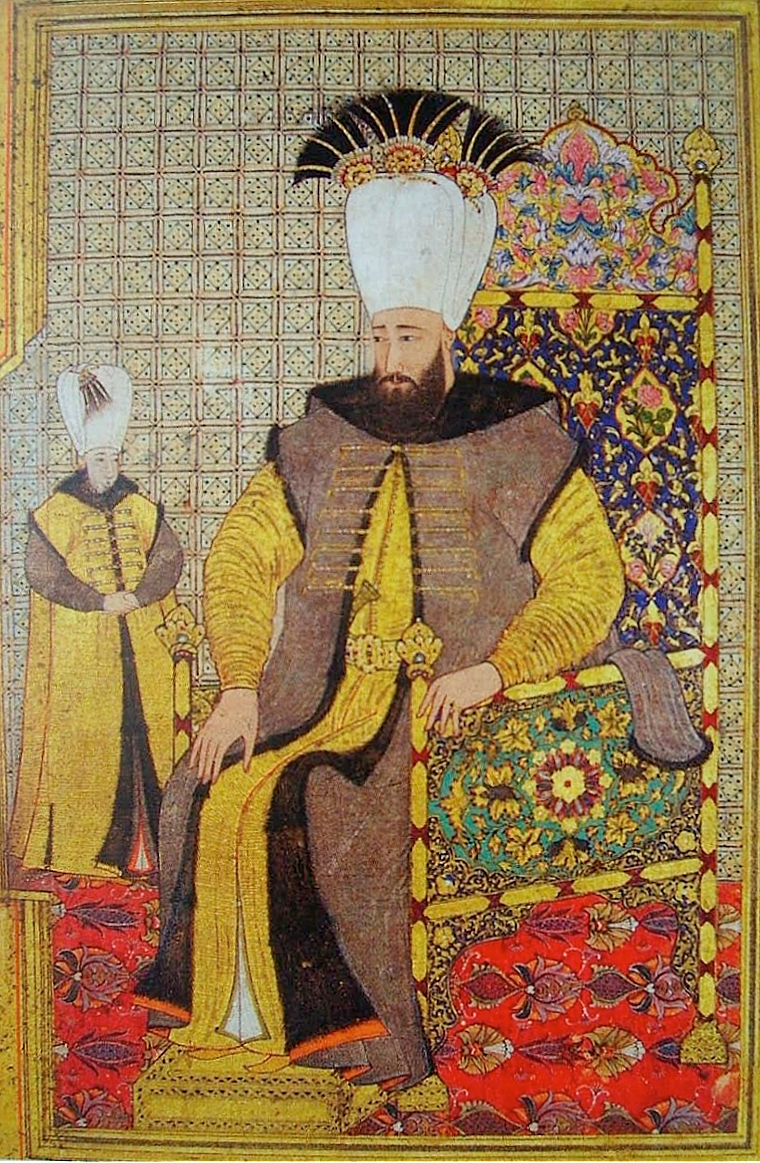
Sultão (1703-1730), que tentou recuperar o que o Império Otomano perdera no Tratado de Karlowitz em 1697

Quanto à armada otomana que se aproximava, esta, tal como a cristã, contava com certo número de galés, no caso nove. Este era no entanto um tipo de embarcação já fundamentalmente ultrapassado, e tal como as galés da armada cristã, as turcas não participaram nos combates.
Como todas as armadas no Mar Mediterrâneo, a armada otomana tinha essencialmente sido composta por galés até ao último quartel do século XVII. Mas após um período de primeiras e modestas experiências com naus de guerra no terceiro quartel do século, por volta de 1683, aquando do início da Grande Guerra Turca e do cerco a Viena, o Império Otomano iniciou  uma modernização da armada de guerra com a construção de dez naus modernas. A República de Veneza fazia justamente o mesmo na mesma época.
Durante uns poucos anos a força naval dos Otomanos foi então dual, com uma forte componente de galés também. Mas logo no final da década de 1690 os turcos fizeram uma tentativa de aumentar a armada de naus de dez para vinte unidades, e apostar mais nas embarcações de vela que de remo. No início do século XVIII tinha-se atingido uma armada de 27 naus, correspondente à força naval de Veneza, e existiam planos de aumentar ainda mais a força, para um total de quarenta naus. Novas ordenações de 1706 e 1707, e novamente em 1714, tentavam organizar uma armada de vela totalmente moderna em todos os aspectos, tais como construção, armamento, tripulação, logística, etc.
A armada turca que saiu dos Dardanelos ao encontro da armada cristã em Junho de 1717 era assim composta por naus modernas equivalentes às dos cristãos, pelo menos em construção. Merece destaque a nau capitana dos turcos, uma enorme nau de três cobertas, que foi de longe a maior nave presente na Batalha de Matapão. A armada era comandada pelo próprio Grande-almirante da Armada otomana, Ibrahim Paxá, que fora nomeado apenas no ano anterior, quando o anterior Grande-almirante foi despedido após a batalha naval de Corfu.
Para além de uma vintena de naus, a armada contava ainda com outra vintena de fragatas, naves mais pequenas e veleiras, que pertenciam em grande parte aos estados vassalos dos turcos da Berbéria: Argel, Tunes, Tripoli e piratas da Barbária. Estas eram exactamente as naus de mouros de 30-50 peças que nesta época ainda infestavam as àguas da costa portuguesa, mas cuja ameaça a Armada de Guarda-Costa da Armada Real portuguesa, que constantemente durante todo o ano mantinha naus e fragatas a patrulhar as águas da metrópole, de um modo geral conseguia conter.
A armada otomana na Batalha de Matapão tinha a seguinte composição:

### Naus de guerra

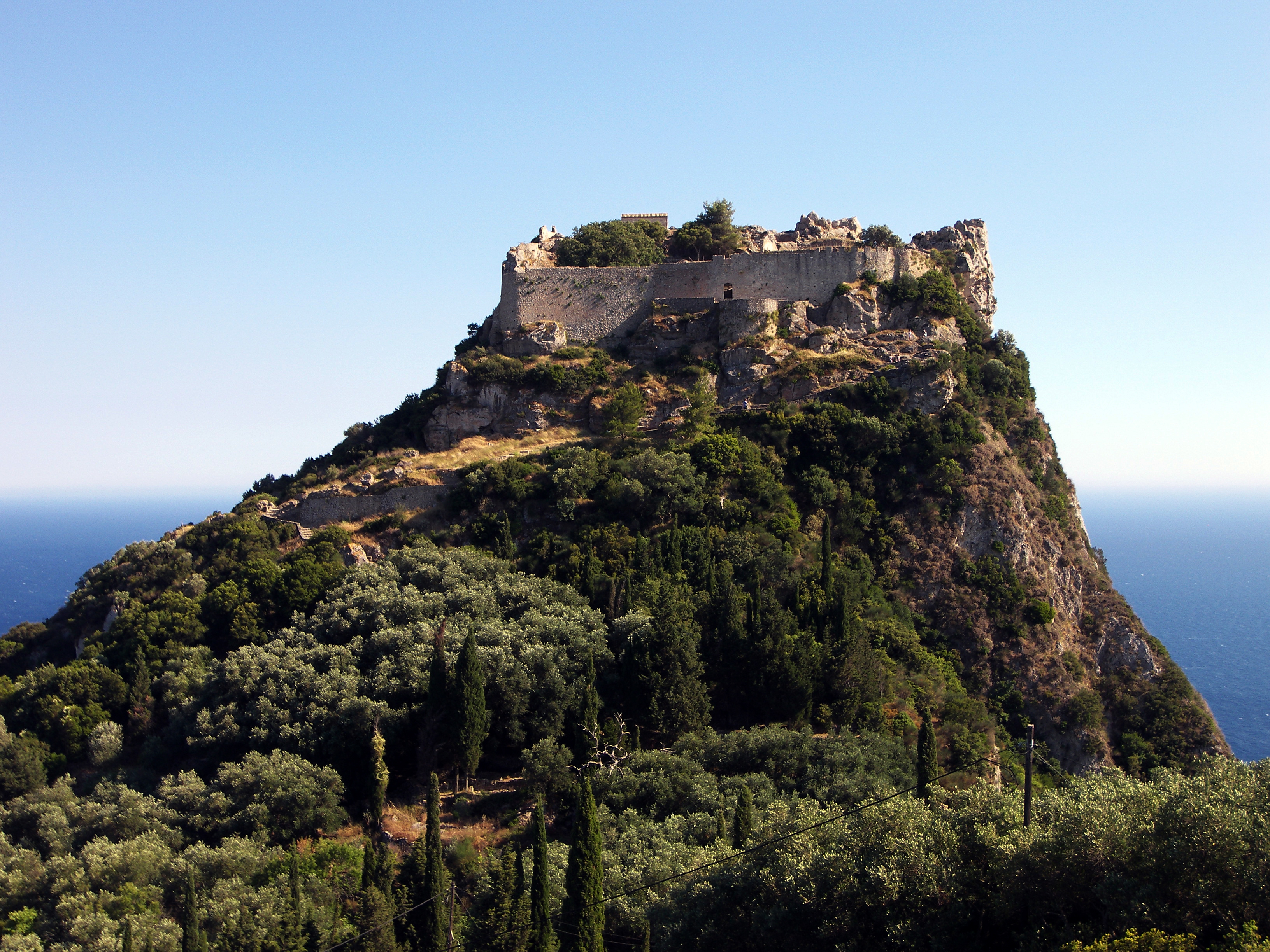
O castelo da era bizantina de Angelokastro, em Corfu, cujo cerco foi levantado pelos turcos em 1716 antes da esquadra portuguesa chegar à ilha.

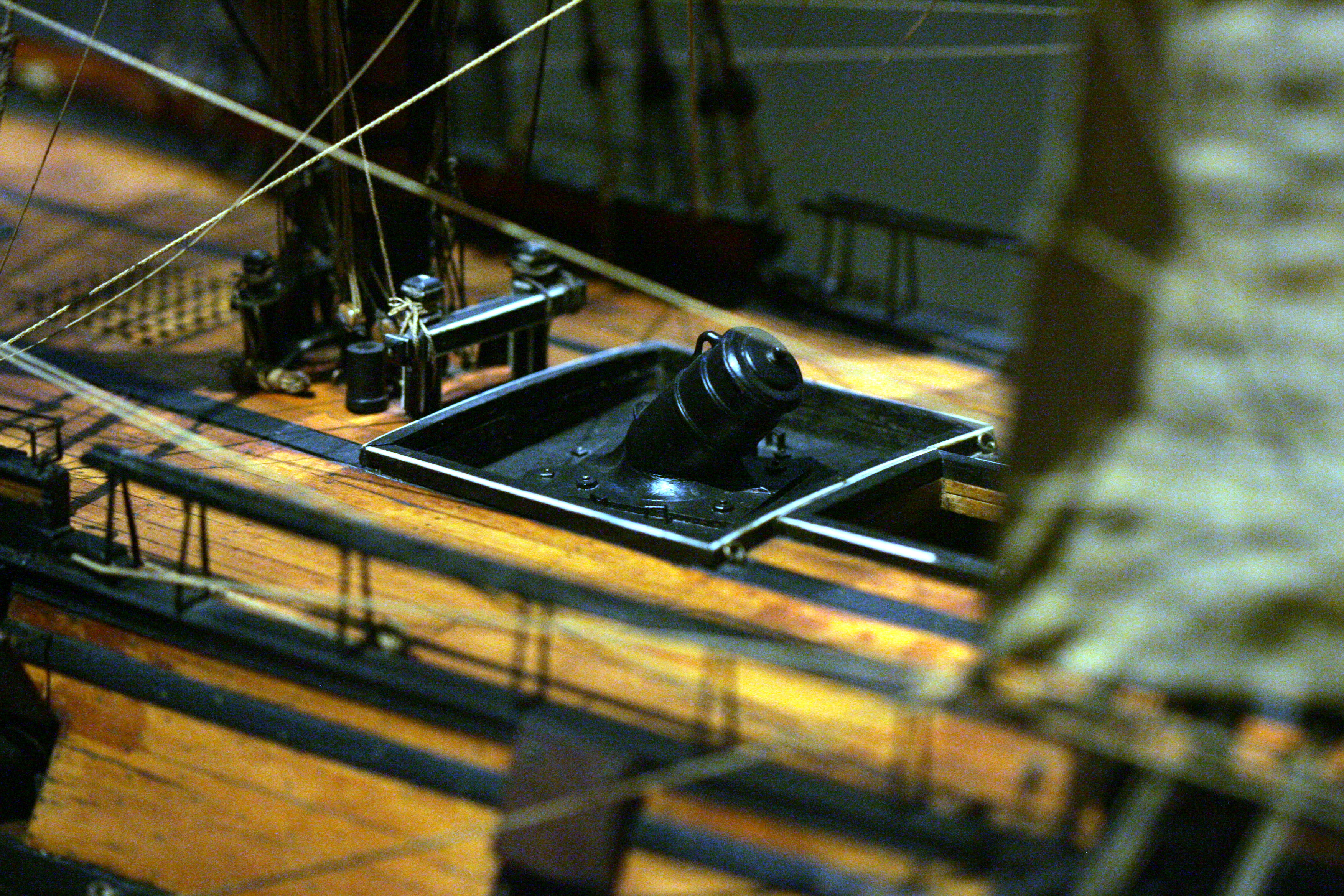
Modelo de uma bombarda a bordo de uma nave especializada para bombardeamento costeiro.

- 1 x 114 peças ― nau capitana de três cobertas
- 3 x 70
- 5 x 66
- 1 x 62
- 1 x 60
- 2 x 58
- 2 x 56
- 4 x 54
- 3 x 52

Total: 22 naus, 1376 peças

### Fragatas
- 5 x 44 peças
- 1 x 40
- 1 x 38
- 14 x outras fragatas

Total: 21 fragatas
E ainda:
- Nave bombarda: 34 peças + 2 morteiros de 372 libras
- Galés: 9

Merece destaque o facto de que várias naus turcas estavam ainda equipadas com canhões pedreiros, isto é, que disparavam grandes pedras em vez de projécteis de metal. A vantagem de balas pedreiras era que se fragmentavam no impacto, os estilhaços podendo provocar numerosas baixas na tripulação. Outrora muito comuns na Europa Ocidental, eram todavia já pouco usadas aqui, onde balas metálicas para o mesmo efeito tinham sido desenvolvidas. No entanto, é justo referir que a grande Colomba, a nau do almirante Diedo da Esquadra Azul na Batalha de Imbros, foi posta fora de combate justamente por canhões pedreiros.
Por fim, é digna de menção entre as naves turcas a nave bombarda, armada com 36 peças e dois enormes morteiros, ou bombardas, essencialmente para bombardeamento costeiro.

## Ao largo do cabo Matapão

### Hierarquias da armada cristã

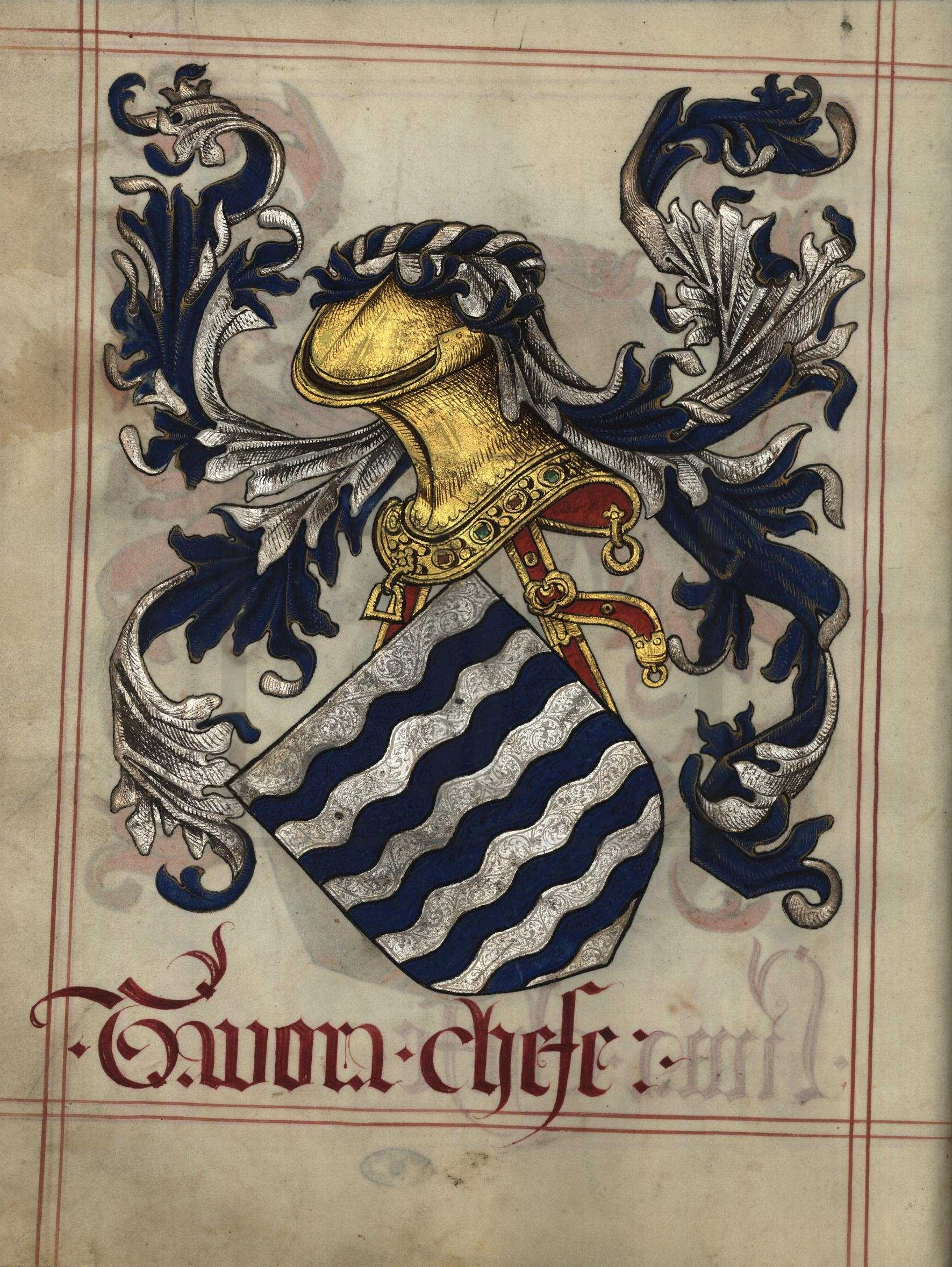
Armas de Távora chefe, in Livro do Armeiro-Mor (fl 58^{r}) (1509). Armas de D. Manuel Carlos de Távora, o vice-almirante Conde de São Vicente. Estas são armas falantes: a linhagem dos Távora tirou o nome do rio Távora.

Após ter feito a junção com a Armata grossa, a armada cristã começou a patrulhar o cabo Matapão a partir do dia 3 de Julho, esperando a armada otomana que se aproximava. A armada de vela aliada foi então dividida em três esquadras, como era costume: a vanguarda, o centro, e a retaguarda (ver infra). Seguindo as ordens do próprio Papa, o comando supremo de toda a armada pertencia a Pisani, a bordo da armada de remo. A vanguarda aliada correspondia essencialmente à Esquadra Vermelha de Veneza, ao comando do almirante Diedo, justamente promovido de capitão de mar e guerra após a morte de Flangini na Batalha de Imbros. O centro aliado, essencialmente as outras duas esquadras de Veneza, ficou ao comando do almirante Correr, de uma notável família veneziana, com um palácio ― hoje museu ― na própria Praça de São Marcos. A retaguarda seria então composta pela esquadra de Portugal, as duas naus da Ordem de Malta, e a solitária Fortuna Guerriera (70) veneziana, que se tinha juntado a estas em Corfu.
Clemente XI dera o comando desta esquadra dos aliados de Veneza ao comandante das naus da Ordem de Malta, Jacques-Auguste Maynard (1646-1720), cavaleiro de Bellefontaine. Isto é, o Conde do Rio Grande ficaria assim subordinado ao cavaleiro francês, e este a Pisani. No entanto, os condes portugueses recusaram categoricamente ficar às ordens do francês, e recusaram igualmente substituir a bandeira real de Portugal pela bandeira papal nos seus navios, notificando Bellefontaine de que apenas obedeceriam a Pisani.
Este procedimento, que veio a ser importante para o desfecho da batalha, reflecte dois factores. O primeiro era que a esquadra portuguesa era muito superior à modesta contribuição da Ordem de Malta, sendo qualquer uma das naus dos condes mais poderosa que ambas as naus da ordem juntas; isto sem contar com as outras naus portuguesas. A longa co-operação entre a Santa Sé e a Ordem de Malta no Mediterrâneo contra os turcos desde o século XVI ajuda a entender esta atribuição do papa a Bellefontaine, mas não deixa de ser paradoxal vista a contribuição de Portugal em relação à da ordem.
O outro factor era de ordem protocolar: os próprios condes portugueses pertenciam a linhagens muito mais ilustres que o cavaleiro francês ― principalmente o vice-almirante, da antiquíssima linhagem dos Távoras. Bellefontaine tinha muito mais experiência de guerra naval que os condes portugueses ― sendo quinze anos mais velho que o Conde do Rio Grande, tinha servido às ordens de Duquesne contra de Ruyter na década de 1670, e às ordens de Tourville na batalha de Beachy Head em 1690, a maior vitória naval de Louis XIV, etc. ― mas aos olhos destes, a questão de precedência tomava justamente precedência. Como era frequente nesta época, questões de protocolo foram assim determinantes, ditando ou contribuindo para esta insubordinação dos dois condes portugueses, com importantes consequências para o desenrolar da batalha.

### Manobras de 3 a 18 de Julho

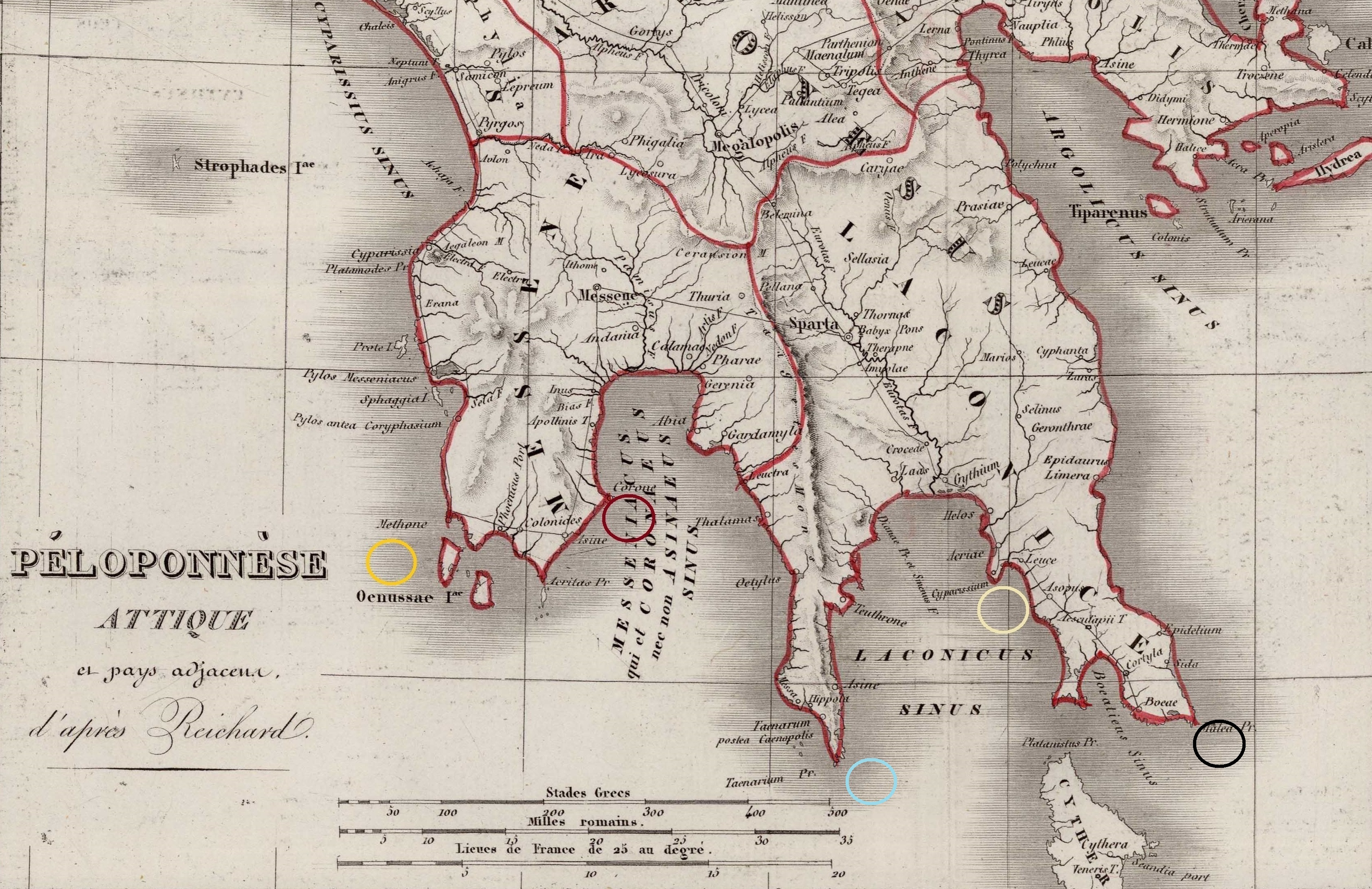
Mapa do sul do Peloponeso, então chamado Moreia.
― Ouro: junção com a Armata grossa veneziana, a 2 de Julho.
― Azul: Cabo Matapão, onde a armada cristão patrulhou de 3 a 14 de Julho.
― Negro: Cabo de Santo Ângelo, que a armada otomana dobrou a 5 de Julho.
― Vermelho: o porto de Coron, base da armada otomana de 10 a 18 de Julho.
― Branco: local da Batalha de Matapão, no golfo da Lacónia, a 19 de Julho.

Entre os dias 3 e 14 de Julho, a armada cristã permaneceu ao largo do Cabo Matapão, esperando os turcos. A armada de remo encontrava-se justamente a sudeste do promontório, estando a armada de vela um pouco mais para sul. Os otomanos foram avistados logo no dia 5, entre a ilha de Cerigo e o cabo de Santo Ângelo. No entanto, os ventos eram fracos, e as armadas não se aproximaram. No dia 6 os turcos tinham desaparecido, apenas para ser avistados novamente na tarde do dia 7, navegando ao longo da ilha de Cerigo.
A 8 e 9 de Julho predominaram calmarias, e nada sucedeu. Mas de 9 para 10 o vento aumentou, soprando de oeste, e o mar começou a levantar-se. No meio do temporal que se fez, provavelmente com chuva e pouca visibilidade, a armada de vela cristã descaiu para sul. Então, o almirante turco soube hábilmente entrar no golfo da Lacónia, e navegando cosido com a terra soube dobrar o Matapão e dirigir-se a Coron, no golfo da Messénia. Tinha assim passado para Ocidente da armada cristã ― e importantemente, com os ventos predominantes do quadrante W, tinha ganho o barlavento, factor de suma importância na guerra naval à vela.
Perante o avanço da armada turca Pisani a bordo da armada de remo suspendera e retirara para Modon com as galés. Mas no dia 11 o vento caiu e o mar abateu, e Pisani pôde, a força de remos, regressar ao Matapão e juntar-se à armada de vela no dia 12, onde as galés retomaram o seu lugar logo a sudeste do cabo, e as naus um pouco mais a sul. No mesmo dia algumas naves mercantes informaram os cristãos de que a armada turca estava em Coron, no golfo da Messénia.
À tarde do dia 13, com vento fresco de norte, foi vista a armada otomana, como que em procura dos aliados. Mas antes de chegar ao alcance de tiro meteu à orça, e regressou a Coron. No dia seguinte, manhã de 14, não se viam os turcos.

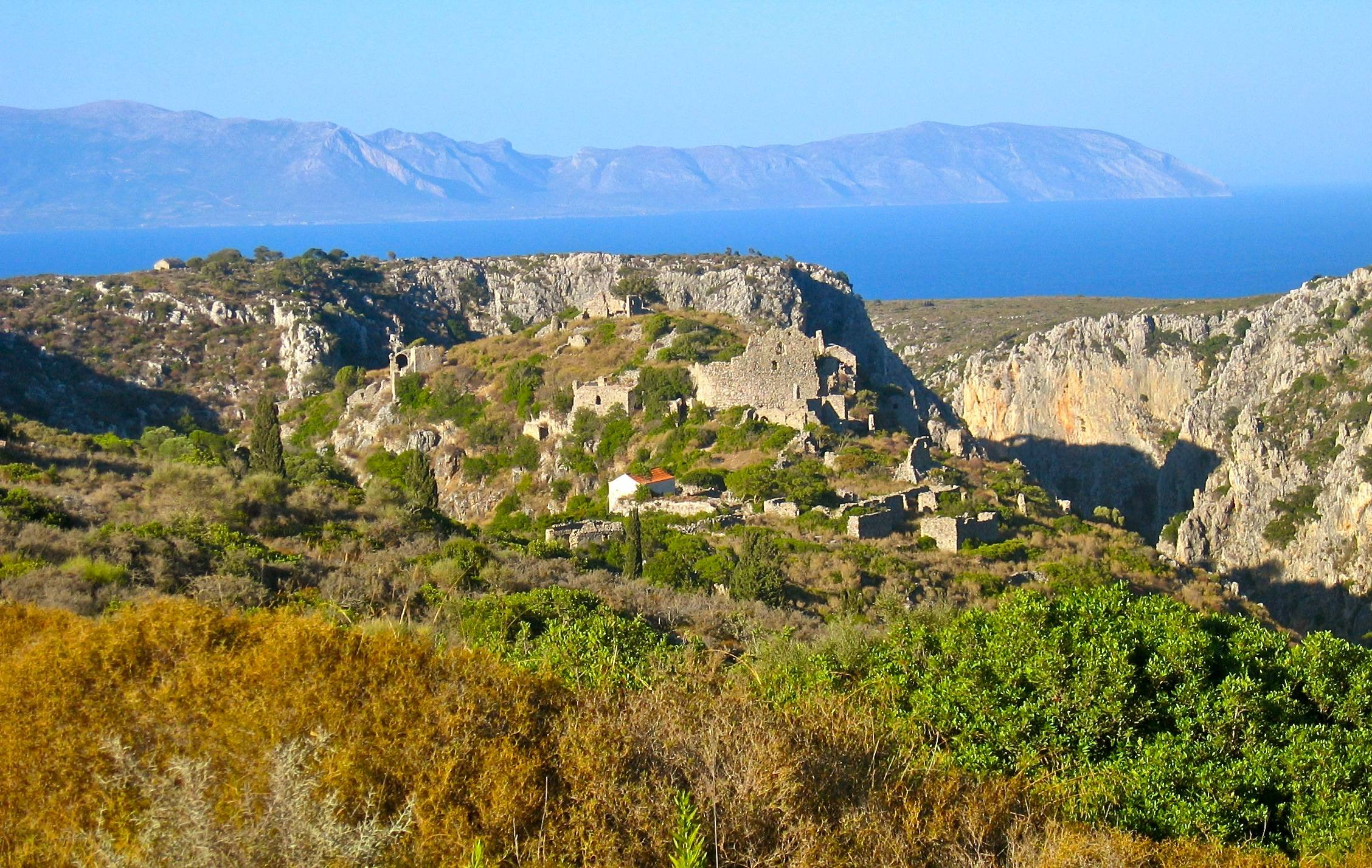
Aspecto da ilha de Cerigo, com o cabo de Santo Ângelo ao fundo. Foi precisamente nas águas na imagem que a armada otomana foi avistada pela primeira vez a 5 de Julho.

Na tarde de 14 viram-se então as nove galés turcas vindas da ilha de Cerigo, a levante dos aliados; tinham ficado para trás, e tentavam agora juntar-se à sua armada de vela. Aparentemente parecem ter julgado que as naus cristãs eram as suas; quando deram pelo erro, tentaram regressar a Cerigo. Os venezianos deram sinal de “caça geral”; mas antes que as galés turcas fossem alcançadas caiu o vento, e estas puderam escapar. A armada de remos aliada, ainda perto do Matapão, encontrava-se demasiado longe para poder intervir.
No dia 15 Pisani ordenou então que toda a armada se dirigisse para uma enseada na margem oposta do golfo da Lacónia para fazer aguada e lenha. Isto era uma manobra que, devido aos ventos predominantes do quadrante W, muito limitaria a capacidade de manobra da armada em caso de ataque dos otomanos. A armada permaneceu na enseada no dia seguinte, tendo alguns grupos ido a terra, onde houve uma pequena escaramuça com um destacamento das forças turcas na península. Apenas as portuguesas Nossa Senhora da Conceição, do conde do Rio Grande, e Nossa Senhora da Assunção ficaram a bordejar do lado de fora da enseada.
A 17 chegou então uma corveta que tinha vigiado os turcos à enseada, com a mensagem de que estes tinham largado ferros e se encontravam a caminho dos aliados. Ao fim da tarde do dia 18 foram finalmente avistados os navios otomanos do cesto da gávea da capitana portuguesa, que cruzava ainda do lado de fora da enseada, a navegar de vento em popa na direcção dos aliados. A noite foi passada a fazer preparações para a batalha que se adivinhava no dia seguinte, e pelo menos a esquadra portuguesa realizou exercícios de tiro, tendo o mesmo provavelmente sido feito pelos venezianos.
Antes do amanhecer do dia 19 de Julho, a armada cristã posicionou-se no Golfo da Lacónia à entrada da enseada, segundo a seguinte ordem de batalha:

## A ordem de batalha cristã na Batalha de Matapão

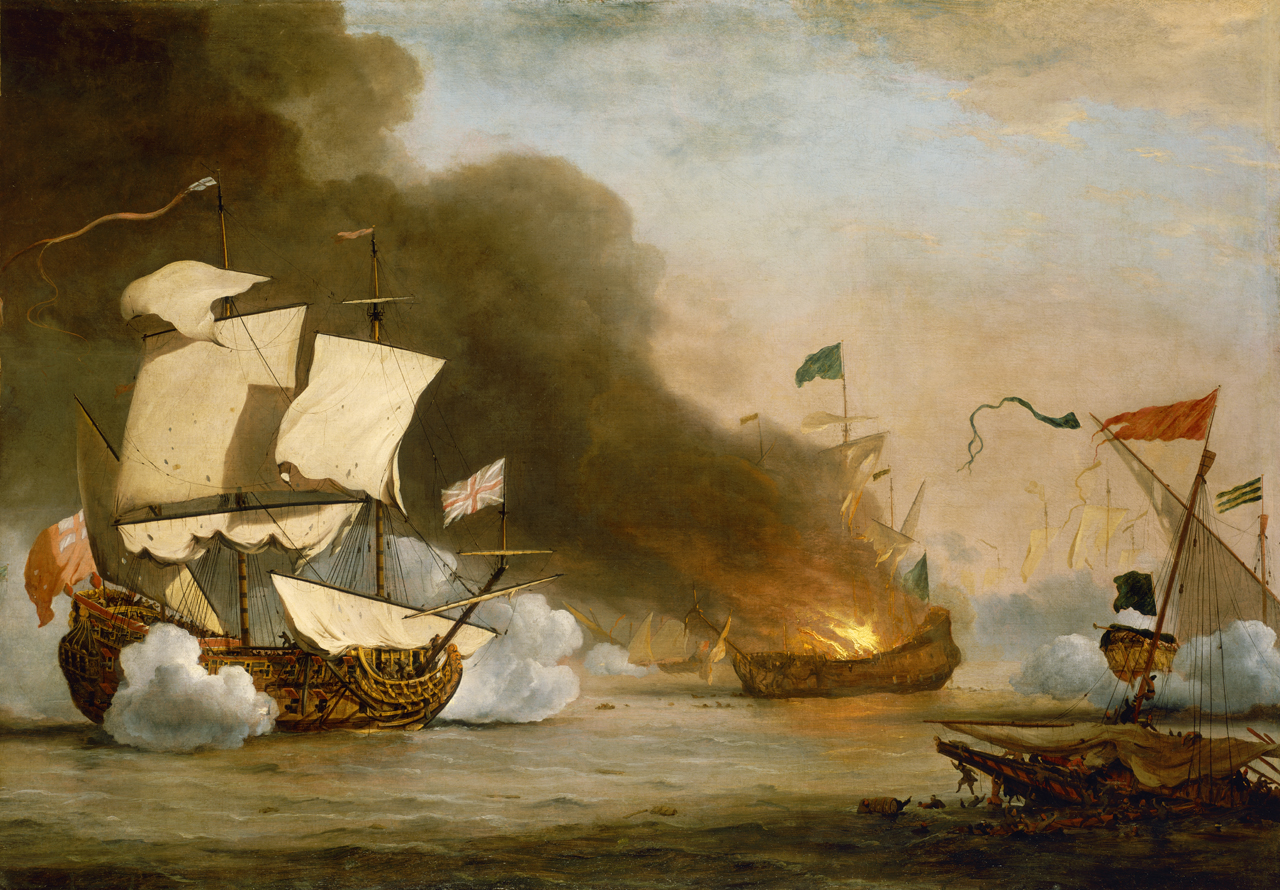
Na imagem, uma nau inglesa em luta contra piratas da Barbária, no último quartel do século XVII.

### Vanguarda
Naus de Veneza
- Madonna dell'Arsenale (70 peças)

- Costanza Guerriera (78)

- Trionfo (70) ― Almirante Diedo

- Leone Trionfante (80)

- San Francesco (54)

- Aquila Valiera (76)

- Fenice (56)

- San Andrea (56)

- Gloria Veneta (70)

### Centro
Naus de Veneza
- San Lorenzo Giustinian (70)

- San Pietro Apostolo (54)

- Aquiletta (54)

- Terror (88)

- Nettuno (50)

- Fede Guerriera (56)

- Fenice (56)

- Corona (80)

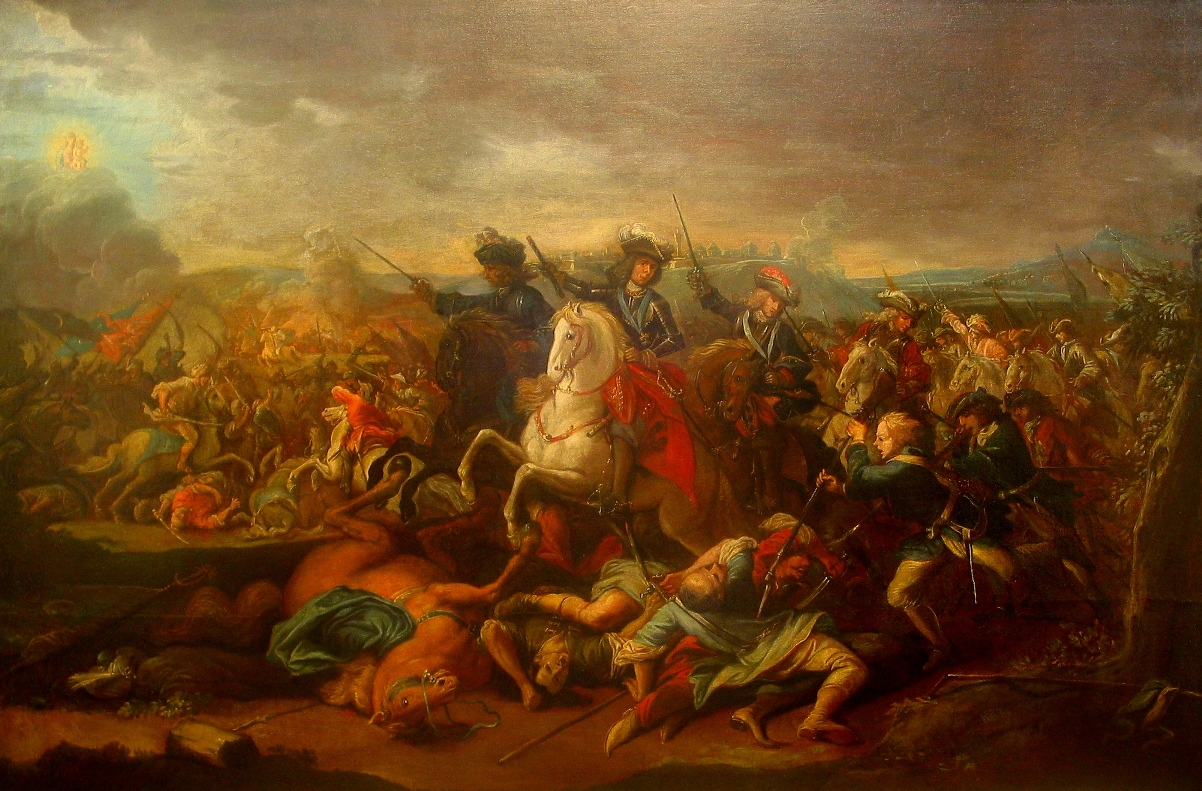
O príncipe Eugénio de Saboia na conquista de Belgrado, a 22 de Agosto de 1717. Enquanto Veneza e Portugal lutavam contra os turcos no mar, os exércitos imperiais derrotavam-nos em terra. Às ordens do príncipe Eugénio desde a Batalha de Petrovaradin em 1716 e em Belgrado estava o Infante D. Manuel, irmão mais novo de D. João V.

- Madonna della Salute (76) ― Almirante Correr

- San Pio V (70)

- Sacra Lega (54)

- Valor Coronato (54)

- Rosa (56)

- Columba d'Oro (78)

- Grand Alessandro (74)

### Retaguarda
Naus de Portugal, da Ordem de Malta, e de Veneza
- São Lourenço (58)

- San Raimondo (46) ― Ordem de Malta

- Fortuna Guerriera (70) ― Veneza

- Rainha dos Anjos (56)

- Nossa Senhora das Necessidades (66)

- Santa Catarina (56) ― Ordem de Malta ― Almirante Chevalier de Bellefontaine

- Nossa Senhora do Pilar (80) ― Vice-almirante Conde de São Vicente

- Santa Rosa (66) ― Portugal

- Nossa Senhora da Conceição (80) ― Almirante Conde do Rio Grande

- Nossa Senhora da Assunção (66)

## Batalha de Matapão, 19 de Julho de 1717

### 07h00-08h30

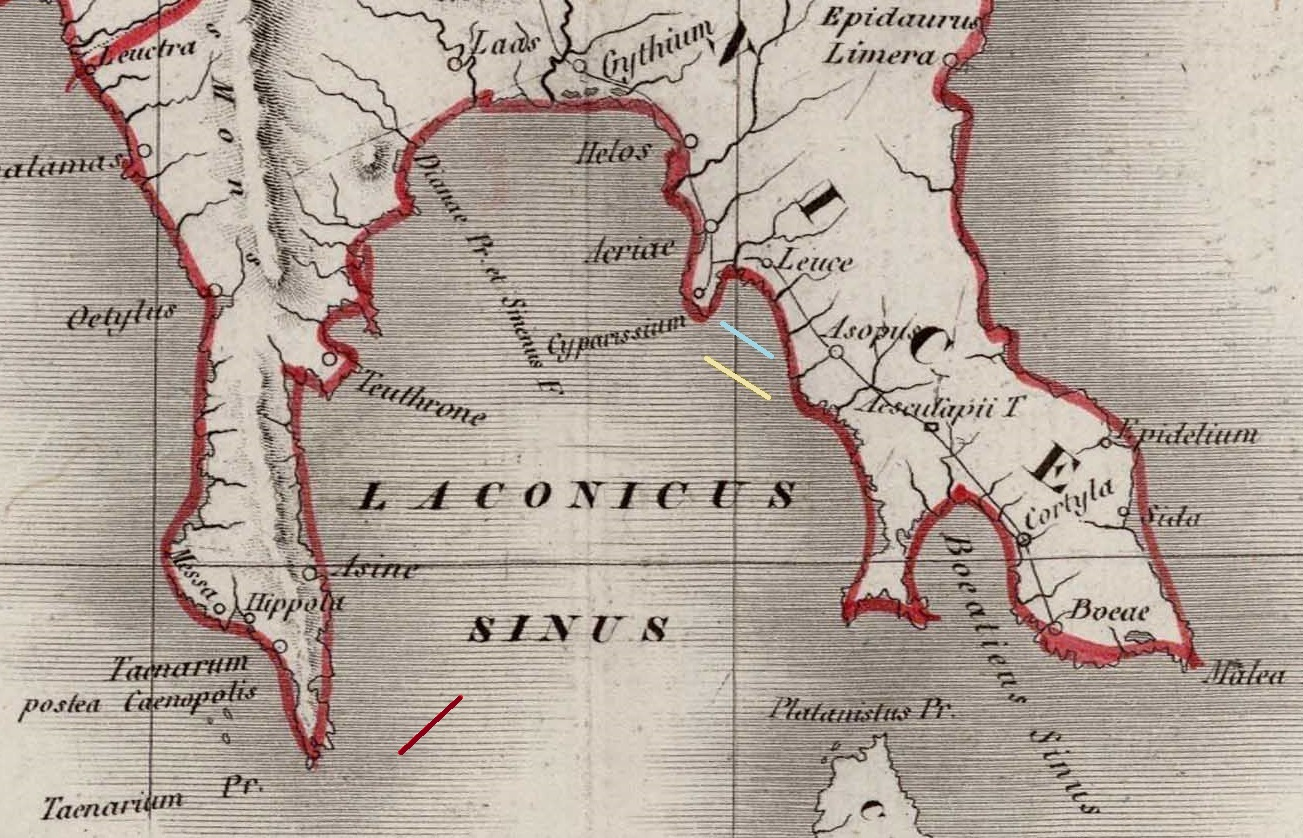
Esquema simplificado, 07h00:
― Vermelho: armada otomana.
― Azul: armada de remo cristã.
― Branco: armada de vela cristã.

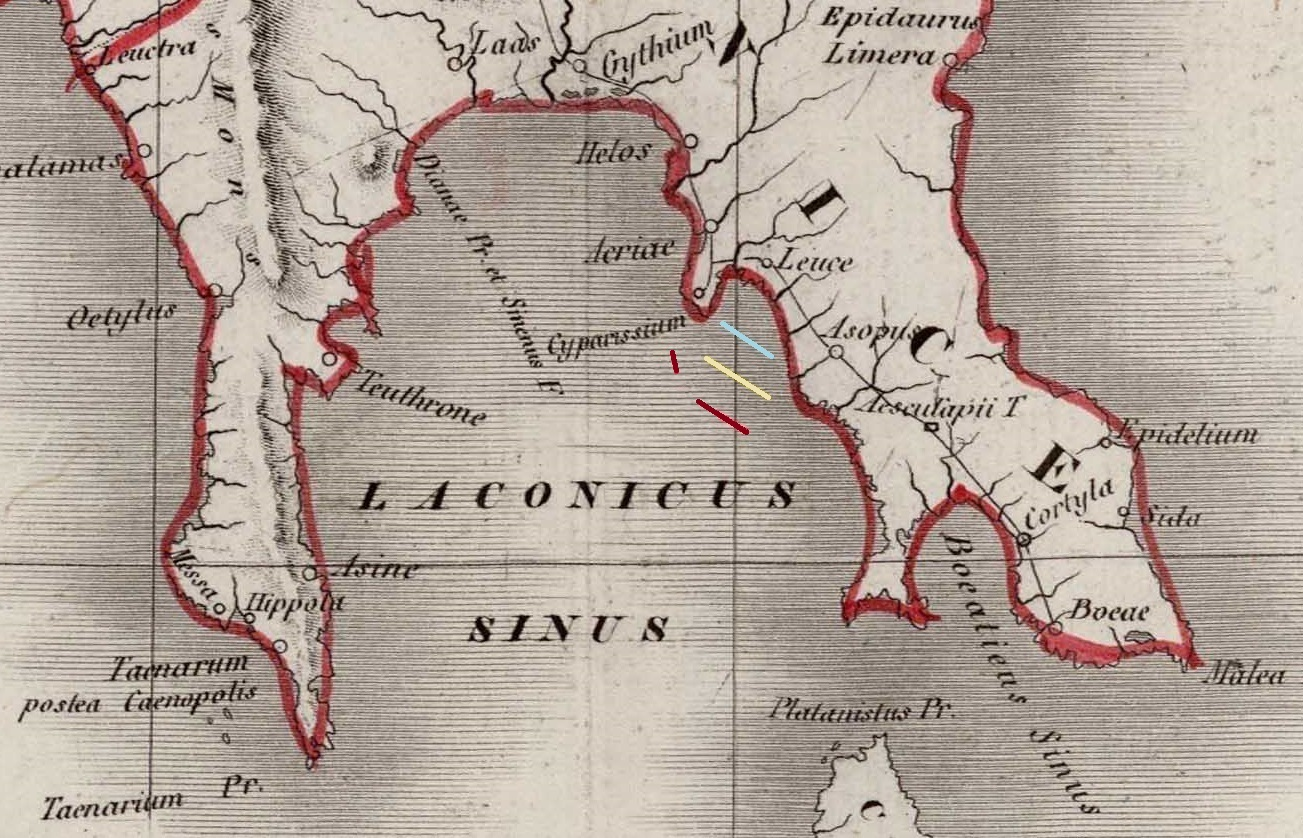
Esquema simplificado, 08h30:
― Vermelho: armada otomana.
― Azul: armada de remo cristã.
― Branco: armada de vela cristã.

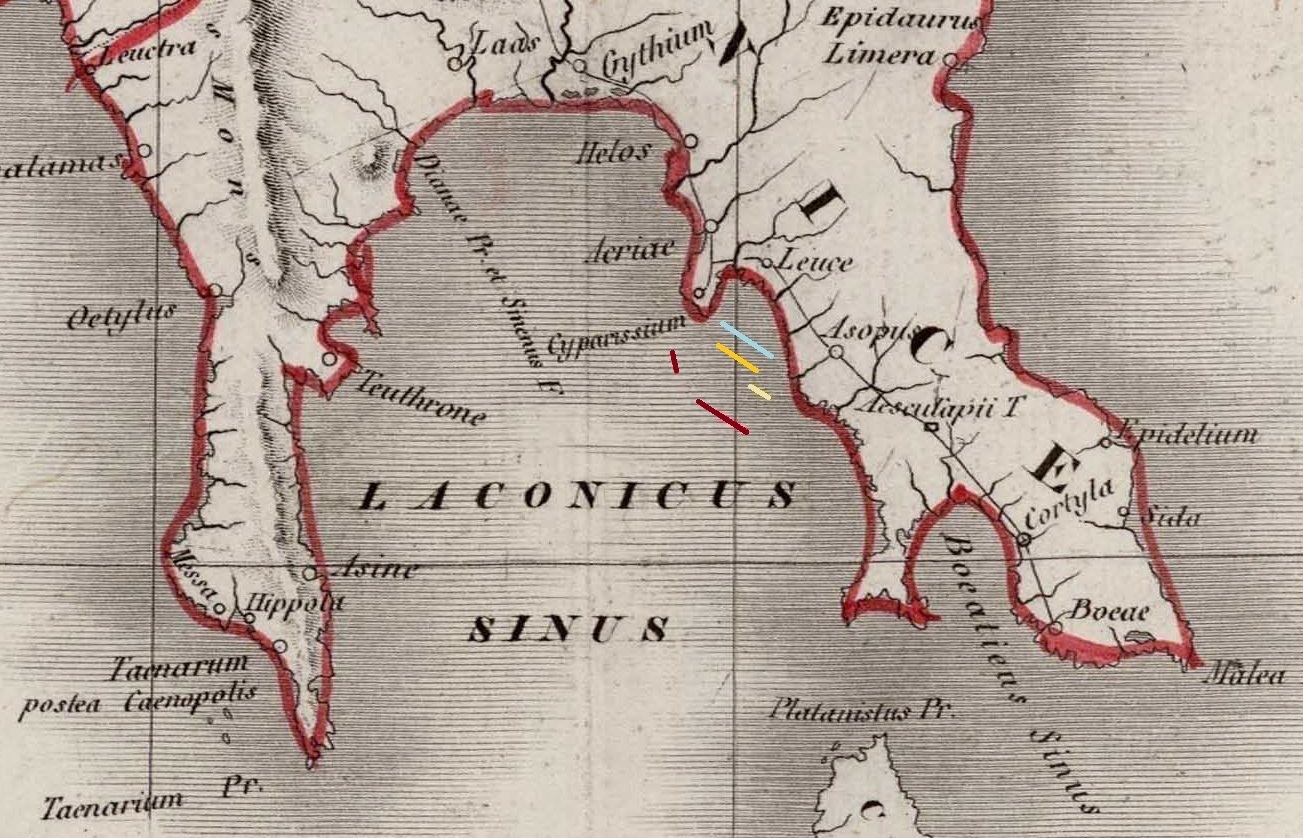
Esquema simplificado, 09h00:
― Vermelho: armada otomana.
― Azul: armada de remo cristã.
― Ouro: esquadras de Veneza.
― Branco: esquadra de Portugal.

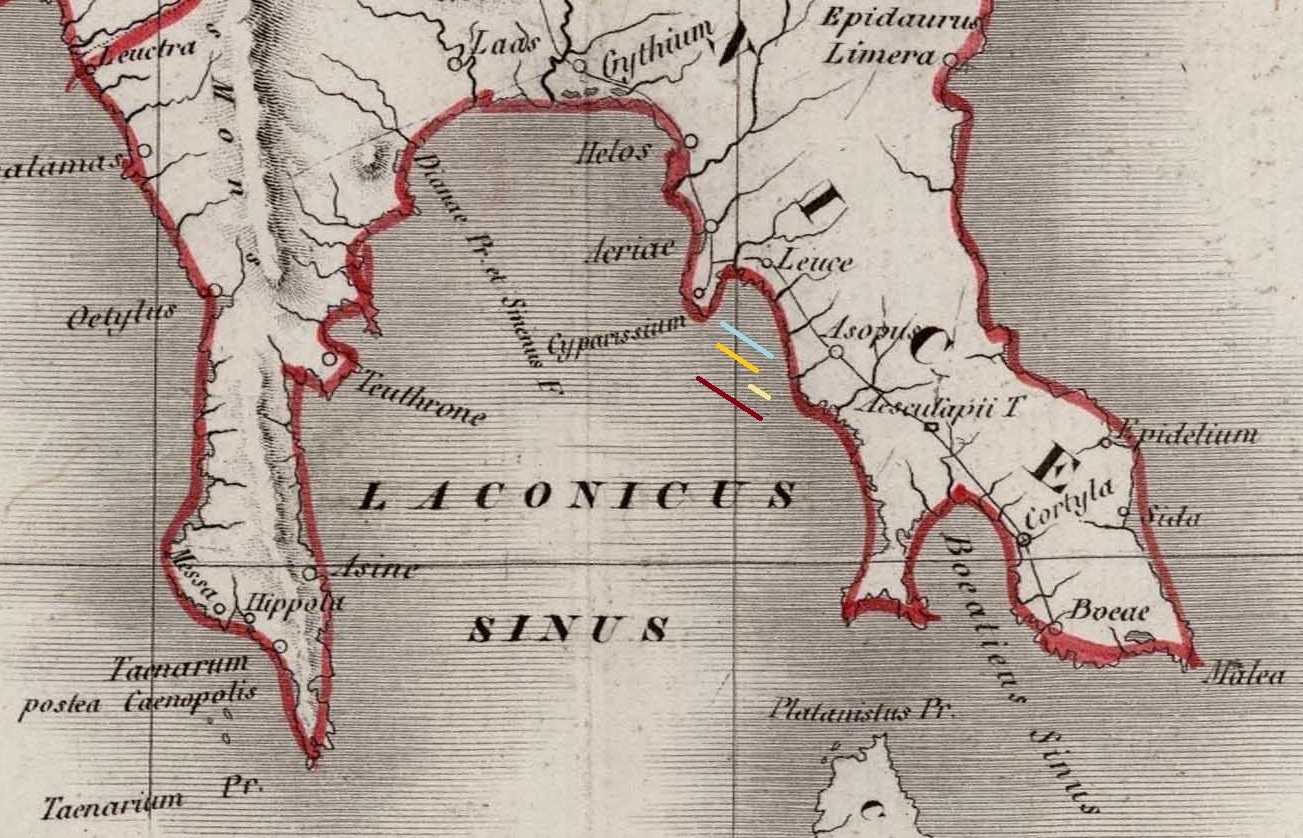
Esquema simplificado, 14h00:
― Vermelho: armada otomana.
― Azul: armada de remo cristã.
― Ouro: esquadras de Veneza.
― Branco: esquadra de Portugal.

Logo ao alvorecer do dia 19 de Julho, avistou-se ao longe a armada otomana, que tinha dobrado o Matapão e navegava de vento em popa em direção à armada cristã, com proas a nordeste.
A armada cristã aprontou-se para combate, tendo assumido a linha de batalha combinada nos dias anteriores. Nesta, como vimos, a esquadra portuguesa formava a arrière ou retaguarda. Soprava então apenas uma brisa de SW, e as embarcações de remo tiveram que auxiliar a armada de vela cristã a formar a coluna. Por fim, as naus de guerra posicionaram-se numa coluna de talvez duas milhas de comprimento, com proas a noroeste, que quase totalmente fechava a entrada à enseada onde se encontrava a armada de remo. Esta também assumiu uma linha de batalha, com proas a SW. Assim preparados, e como a armada turca tinha o pouco vento que soprava inteiramente em seu favor, esperaram os aliados cristãos a chegada da armada otomana.
A Armada turca que se aproximava navegava numa formação em largura, isto é, com as embarcações ao lado umas das outras. Por volta da sete horas, as primeiras naves otomanas chegaram ao alcance de tiro das naus cristãs: tratava-se de algumas fragatas na ala esquerda turca, que iniciaram uma troca de tiros a longa distância com a testa da coluna veneziana. Esta troca de tiros demoraria cerca de hora e meia.

### 08h30-14h00
Por volta das oito e meia passou-se um episódio que, graças às suas consequências, definiria todo o resto da batalha. As mesmas fragatas na ala esquerda turca, embarcações menores de Tunes e Argel, que pelo seu pequeno tamanho eram muito mais veleiras que as naus cristãs em condições de pouco vento, pareceram tentar contornar a testa da coluna veneziana, como que para atacar a esquadra de remo no interior da enseada. Para o evitar, e manter as naves inimigas dentro do campo de tiro, a nau veneziana na testa da coluna, a Madonna dell'Arsenale (70), começou a guinar para EB (estibordo). Seguiram-se algumas salvas a curta distância, após as quais o destacamento de fragatas desistiu do intento e regressou à formação turca.
No entanto, ao guinar para EB e colocar-se de vento em popa, a nau veneziana não teve outra opção senão continuar a manobra, e assim realizou uma viragem de bordo ― uma chamada viragem em roda, em que o navio inverte o rumo ―, acabando assim por ficar com a proa a SE, e naturalmente descaída uma centena de metros, o espaço necessário para a manobra, da coluna cristã.
Isto foi determinante para o seguimento da batalha, pois a Costanza Guerriera (78) que seguia no seu encalço, ao ver a nau à sua frente virar em roda ― e sem ter recebido ordem de Pisani ou qualquer outro dos almirantes para tal ― fez o mesmo, virando em roda de maneira a se colocar à frente da Madonna dell'Arsenale, igualmente descaída da coluna cristã. A próxima nau, a Trionfo (70) com o almirante Diedo a bordo, fez o mesmo, e assim sucessivamente.
Deste modo, e sem terem sido dadas ordens para tal manobra, toda a vanguarda e centro da armada cristã virou em roda, estando a nova coluna, agora em ordem invertida, com proas a SE e naturalmente discaída da linha original.
No entanto, a nau portuguesa São Lourenço (58), a primeira nau da retaguarda, ao ver a nau veneziana à sua frente virar em roda não seguiu a manobra, visto não ter recebido ordens nesse sentido. Todas as naus que a seguiam ― toda a esquadra portuguesa, e ainda as duas naus da Ordem de Malta e a veneziana Fortuna Guerriera (70) ― seguiram o seu exemplo.
Como resultado de todas estas manobras, a retaguarda cristã ― a esquadra dos aliados de Veneza, incluindo a portuguesa ― encontrava-se agora numa posição avançada, mais perto dos otomanos, enquanto a armada de alto bordo de Veneza, à excepção da Fortuna Guerriera, se encontrava numa coluna mais a sotavento, discaída da linha original.
Enquanto a vanguarda e o centro venezianos viravam em roda, a armada otomana orçou também de forma a formar uma coluna com proas a SE, paralela à antiga coluna cristã. E logo caiu o vento por completo.
Durante as próximas horas, a batalha seria assim travada entre a retaguarda cristã ― essencialmente a esquadra portuguesa ― e a vanguarda de quinze naves otomanas. As naus venezianas, e o centro e retaguarda otomanos, ficaram reduzidos a meros espectadores.

### 14h00-17h00
Esta situação, uma troca de tiros à distância, em que as naus da retaguarda cristã e vanguarda otomana provavelmente tiveram que usar os batéis para se posicionar e orientar as baterias, persistiu até cerca das duas horas da tarde.  Nessa altura o vento começou novamente a soprar, agora uma aragem de SSW.
Aproveitando o vento, os venezianos tentaram então um audacioso ataque com um brulote contra a armada otomana. Navegando à bolina cerrada ― um raríssimo caso em ataques com brulotes ―, conseguiu este brulote atingir uma das naus turcas, que no entanto não teve dificuldade em se desembaraçar da embarcação ardente, que acabou por ser consumida pelas chamas ao largo, à vista de ambas as armadas. A tripulação do brulote, que não viu o seu extraordinário feito de marinharia coroado com êxito, escapou num batel.
Aproveitando ainda o vento, o almirante Bellefontaine, a quem como ficou dito tinha sido dado pelo papa o comando da esquadra dos aliados de Veneza, terá possivelmente dado ordem à esquadra de virar em roda, de modo a alinhar com a coluna veneziana a sotavento. Para isto terá talvez contribuído o facto de que os seus pequenos navios ― um deles, com apenas 46 peças, nem sequer uma nau de guerra própriamente dita ― terão estado em pior estado que as maiores naus portuguesas e a veneziana na esquadra. De qualquer forma, ao regressar o vento, a São Lourenço, primeira da retaguarda, começou a virar em roda, e assumir uma posição agora na vanguarda da coluna cristã, com proas a SE. Nesta manobra foi a nave portuguesa seguida pela San Raimondo (46) da Ordem de Malta, a Rainha dos Anjos (56) portuguesa, a Nossa Senhora das Necessidades (66) igualmente portuguesa, e por fim a Santa Caterina (56), a nau do próprio Bellefontaine.

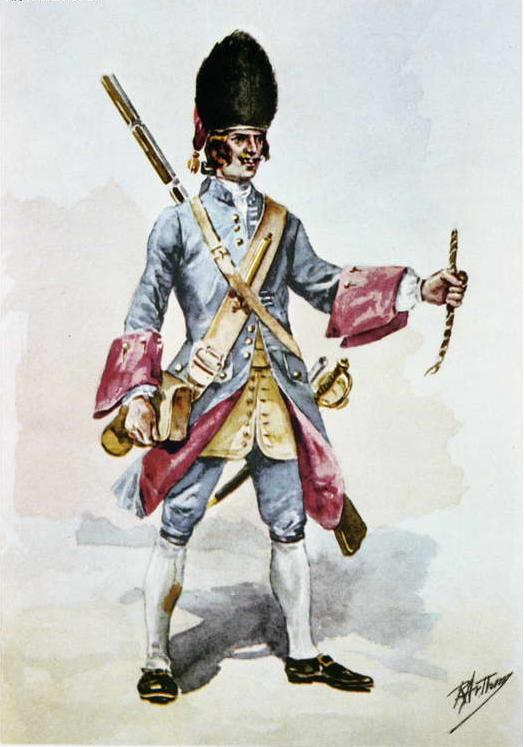
Granadeiro do tempo de D. João V, cerca de 1740. As primeiras baixas sofridas a bordo da nau almiranta no Matapão foram dois granadeiros do Regimento de Peniche, atingidos por uma bala de canhão de 24 libras.

Quem não seguiu as manobras de Bellefointaine foi o Conde de São Vicente, o vice-almirante português que lhe seguia no encalço a bordo da almiranta Nossa Senhora do Pilar (80), que como foi dito era possivelmente a melhor de todas as naus da armada cristã. Este pura e simplesmente não fez caso da manobra do francês, mantendo a linha. E as três naus que o seguiam, a Santa Rosa (66), a capitana Nossa Senhora da Conceição (80) do almirante Conde do Rio Grande, e a fiscal Nossa Senhora da Assunção (66) de Pedro de Castello-Branco seguiram-lhe o exemplo. Importantemente, a Fortuna Guerriera (70) veneziana, ao ver as portuguesas manter a linha, não seguiu as restantes da retaguarda, mas optou por não deixar as quatro naus portuguesas sozinhas contra os turcos.
O que terá levado o Conde de São Vicente a não seguir o exemplo de Bellefontaine nunca foi esclarecido. Mas é importante lembrar que este filho da linhagem Távora era neto do primeiro Conde de São Vicente, Vice-rei da Índia 1666-1668, e ainda sobrinho do Conde de Alvor, igualmente Vice-rei da Índia 1681-1686; ambos estes vice-reis tinham enviado esquadras ao golfo Pérsico e ao estreito de Ormuz contra os árabes de Omã (ver D. João V). Um pouco mais tarde o Marquês de Távora seu sobrinho-neto seria também vice-rei no Oriente de 1750 a 1754, em guerra contra o Império Marata; e é muito possível que o vice-almirante da esquadra portuguesa em 1717, pertencendo a uma família com tão fortes tradições militares, apenas queria igualar os feitos dos seus antepassados contra os muçulmanos, não querendo assim afastar-se do inimigo. O Conde do Rio Grande tinha igualmente parentes vice-reis e capitães na Índia desde o século XVI.
Quaisquer que tenham sido as razões que levaram os condes a não seguir a manobra, as quatro naus portuguesas e a veneziana mantiveram a linha. Na mesma altura, a coluna otomana também virou em roda, acabando por ficar com as proas a NW, e agora mais próxima das colunas cristãs. O combate ganhou agora intensidade, tendo as naus venezianas também entrado em acção. No entanto, como as quatro naus portuguesas e a veneziana se encontravam mais perto da armada turca, foi aqui que os combates mais violentos se desenvolveram.
Nesta altura, em que as naus portuguesas e a Fortuna Guerriera ainda mantinham a linha original, com proas a NW, enquanto as restantes colunas venezianas navegam mais a sotavento com proas a SE, isto é, na direcção oposta, as primeiras naus venezianas, começando com as grandes Gran Alessandro (74)  e Columba d'Oro (78), ficaram a coberto das naus portuguesas e sem possibilidade de disparar os seus canhões. Nesta altura, em que todas as naus turcas tentavam principalmente atingir a grande Nossa Senhora do Pilar na testa da coluna portuguesa, a nau veneziana San Pio V (70), que era agora a mais próxima à portuguesa na coluna veneziana, foi severamente atingida, tendo perdido todos os mastros como consequência do combate. A própria Nossa Senhora do Pilar foi também a nau que mais baixas sofreu das portuguesas.

### Retirada dos otomanos

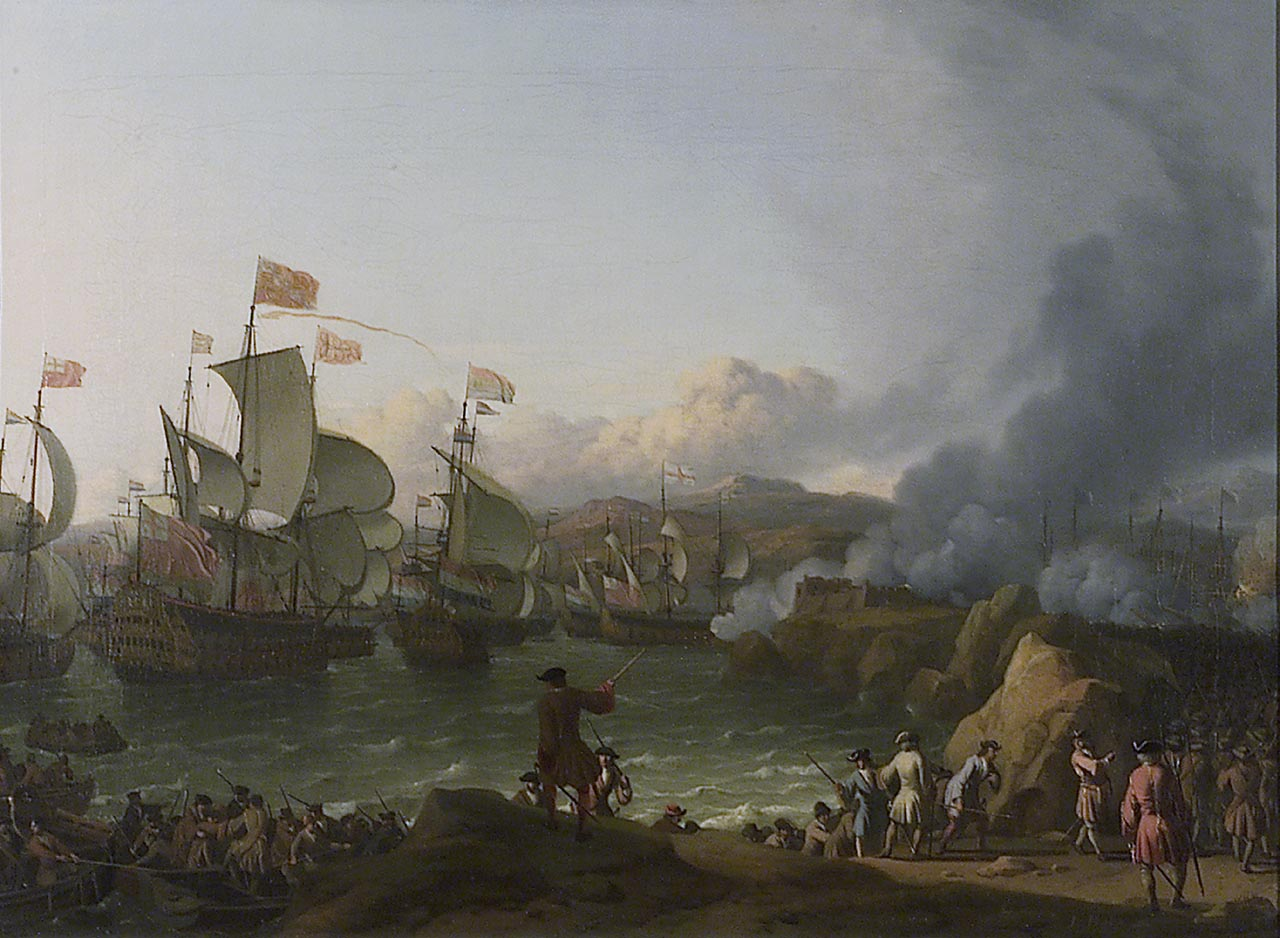
Batalha da Baía de Vigo, de 1702. Nos dias antes da Batalha de Matapão a esquadra cristã na enseada no golfo da Lacónia enviou forças a terra, onde se travou uma escaramuça com um destacamento otomano.

Assim continuou a batalha durante cerca de três horas, das cerca de 14h00 às 17h00, com uma troca de tiros a média distância entre as duas armadas, apenas uma muito leve aragem, e as quatro naus portuguesas e a veneziana em posição de destaque nas linhas cristãs. Durante todo o combate, as naus turcas mantiveram a distância às naus portuguesas, de modo a estar sempre fora do alcance dos tiros de mosquete dos fuzileiros e granadeiros das companhias dos Regimentos da Armada a bordo destas; a bordo da Nossa Senhora do Pilar por exemplo várias companhias de granadeiros do Regimento de Peniche.
A certa altura, pareceu que o Conde de São Vicente tentou orçar, para mais se aproximar da vanguarda turca; isto no entanto pareceu excessivo ao Conde do Rio Grande, que logo fez sinal para este manter a formação.
Por volta das cinco horas da tarde, no entanto, toda a armada otomana fez à orça de forma dúbita, e fazendo força de vela retirou-se então à bolina cerrada para sul.
Esta manobra súbita foi logo interpretada pelos aliados cristãos como uma vitória: a armada cristã tinha posto o inimigo em fuga ― e parte principal desta vitória tinha sido a acção das quatro naus portuguesas e da solitária Fortuna Guerriera veneziana, cujo nome parecia mesmo sugerir ― aos olhos da época ― a Providência divina no auxílio dos portugueses contra os muçulmanos.
No entanto, a realidade sugere mais que, após a longa Batalha de Imbros no mês anterior, e do longo combate com a vanguarda cristã em Matapão desde a manhã, a vanguarda turca estaria já com muito pouca pólvora ao fim da tarde. Podendo, sem pólvora para as peças, cair na mercê das poderosas naus portuguesas, que com salvas à queima-roupa poderiam devastar totalmente a vanguarda turca, uma retirada de toda a armada otomana faz todo o sentido.

## Após a batalha

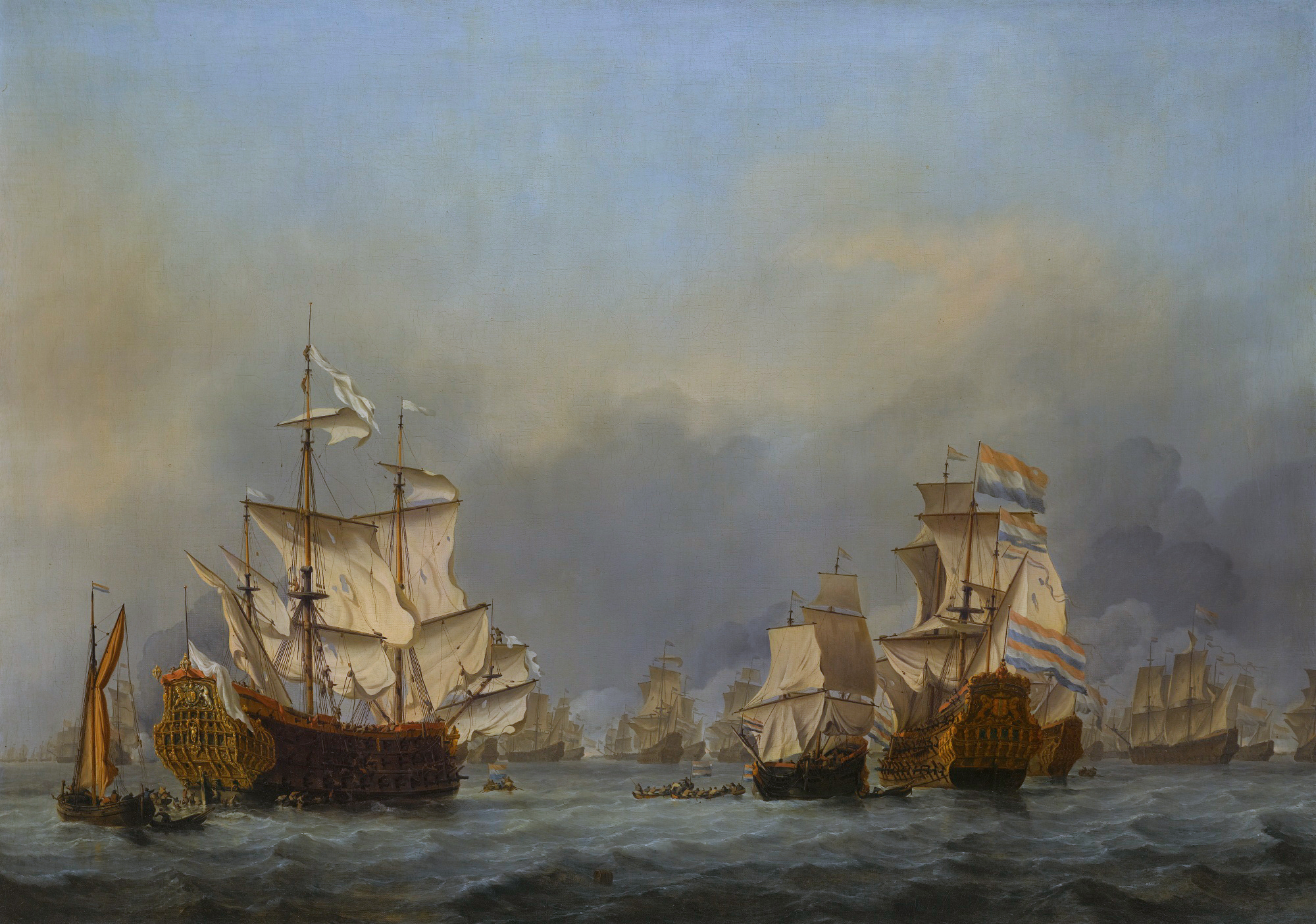
The surrender of the Royal Prince during the Four Days' Battle, de 1670.
A armada otomana e a esquadra portuguesa na Batalha de Matapão não chegaram a tão curta distância uma da outra como a que vemos na imagem.

Após a batalha a armada cristã não conseguiu, devido aos ventos, alcançar a otomana; em vez disso, teve mesmo que correr com o tempo em direcção à Cirenaica. Na noite de 22 de Julho conseguiu então a armada aliada virar de bordo e navegar com direcção à Calábria. No dia 24 de manhã o tempo melhorou, mais ainda assim com onda larga, de que sofriam mais as naus com os aparelhos mais avariados pela batalha, como era o caso das portuguesas.
O Conde do Rio Grande propôs então, vendo uma certa hesitação de parte de Pisani, ou perseguir os otomanos, ou regressar a Corfu; e escolheu-se a segunda opção. Ao passar por Zante, os portugueses reintegraram a São Tomás de Cantuária que ali tinham deixado. Uma vez regressados a Corfu, parecem os venezianos ter pedido ao almirante português para permanecer na ilha, no caso de os otomanos regressarem; mas o conde fez ver que lhe faltava uma longa viagem de regresso a Portugal, e insistiu em partir.
A esquadra do Conde do Rio Grande largou assim de Corfu a 16 de Agosto, chegando a Messina a 24. Em Messina a esquadra portuguesa foi alvo de enorme interesse: todos queriam ver os vencedores dos turcos. Houve novas festas, banquetes, bailes, fogos de artifício, etc., por exemplo um novo banquete em honra do governador da cidade a 8 de Setembro, enquanto a esquadra reparava as avarias sofridas na batalha e as notícias chegavam a toda a Europa. Houve troca de correspondência, tendo o próprio papa Clemente XI escrito a agradecer ao Conde do Rio Grande, que também trocou correspondência com o Marquês de Fontes, o embaixador português em Roma. Justamente na mesma altura foi Belgrado conquistada pelo príncipe Eugénio de Saboia: os turcos pareciam vencidos, como efectivamente se registou, com o Tratado de Passarowitz o ano seguinte. Por fim, a esquadra portuguesa largou de Messina a 2 de Outubro, voltando a entrar no Tejo a 6 de Novembro. Onze dias depois, a 17 de Novembro de 1717, iniciava D. João V a construção do Palácio Nacional de Mafra. Mais tarde chegou um embaixador extraordinário de Veneza para agradecer a D. João V pela sua esquadra.

## Baixas e valor estratégico da batalha

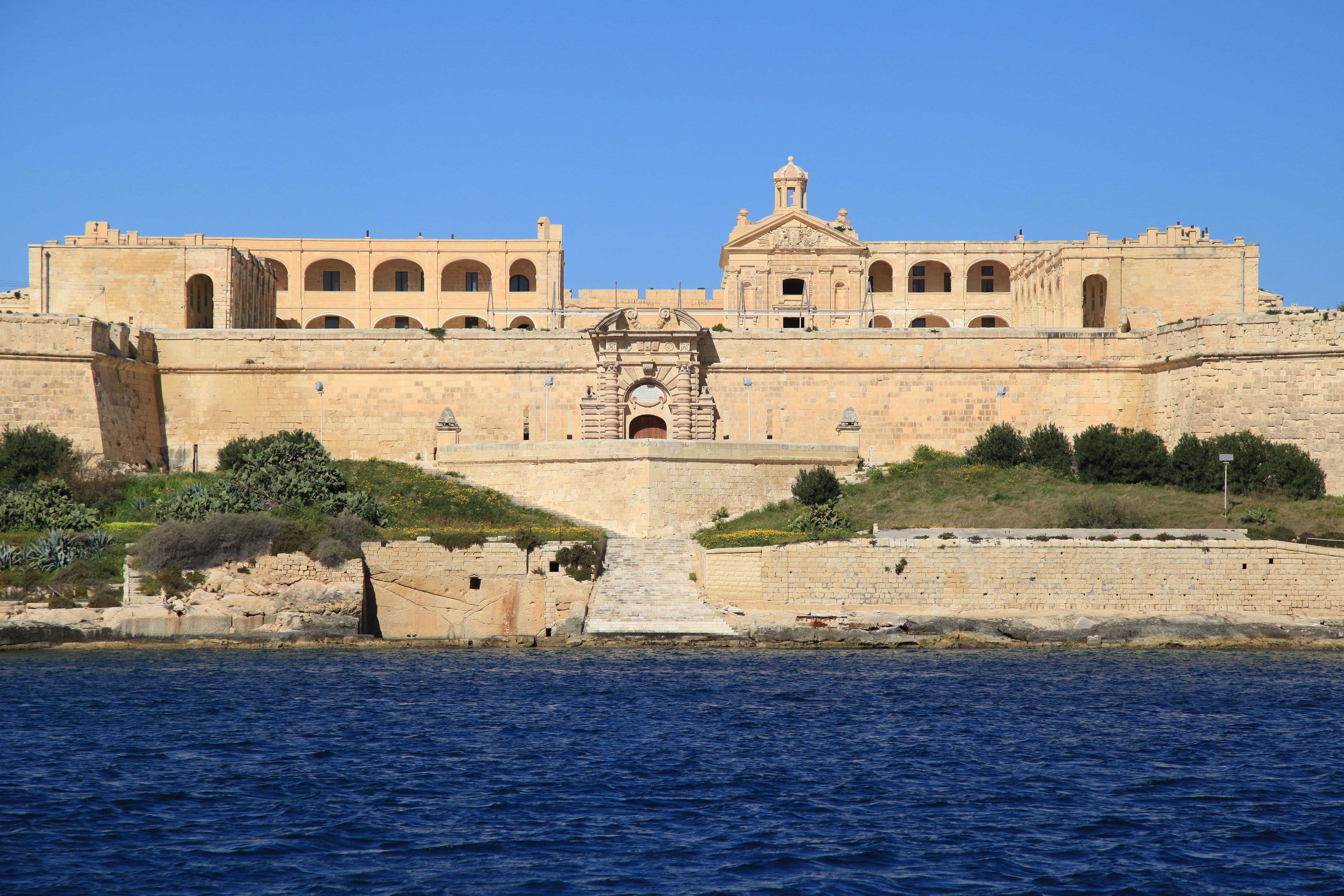
Aspecto do Forte Manuel em Malta, construído pelo grão-mestre português D. António Manuel de Vilhena, eleito após a batalha de Matapão em 1722. Para além do seu mérito pessoal, as intervenções de D. João V no Mediterrâneo com as esquadras de 1716 e 1717 terão certamente pesado na eleição.

A batalha do Cabo Matapão terminou indecisa. Infelizmente, o resultado táctico também o é: os vários elementos da aliança cristã tentaram todos dar mais importância à sua participação, e os vários relatos não estão de acordo quanto ao número de baixas, principalmente às do inimigo. Os mais optimistas falam em 14 naus turcas afundadas, um número totalmente exagerado: isso seria uma estrondosa vitória, o que a batalha não foi. Outros relatos falam em duas naus otomanas afundadas, e muitas mais avariadas, o que parece ser muito mais razoável. Outros ainda não falam em naves afundadas no campo de batalha; e é possível que algumas naus turcas apenas tenham sido afundadas posteriormente pelos próprios otomanos, por não se justificarem reparos. Também as naus portuguesas ficaram com os cascos e aparelhos muito avariados como resultado dos combates, mas todas foram reparadas.
Segundo alguns relatos os venezianos parecem ter tido cerca de 225 mortos e 350 feridos, o que, a ser verdade, é um rácio de número de mortos/número de feridos altíssimo. Os portugueses tiveram cerca de 50 mortos e 150 feridos, um rácio mais normal para este tipo de combates na época, mas que ainda assim evidencia a violência da batalha.
Ao todo a almiranta portuguesa, a grande Nossa Senhora do Pilar, teve cerca de 60 baixas, mais de um quarto das baixas portuguesas, o que mostra como a nau do Conde de São Vicente foi a que mais envolvida esteve na batalha. Ao longo da batalha, a Nossa Senhora do Pilar disparou cerca de 2300 tiros, o que equivale a 60 bordadas, a uma média de pouco menos de oito bordadas por hora. Muito interessantemente, a mesma nau disparou ao todo 948 tiros ao longo de toda a viagem para sinalização e em salvas festivas.
Embora a Batalha do Matapão não tenha tido qualquer relevância estratégica para a guerra contra os turcos, a batalha teve assim um papel de relevo na política externa de D. João V, prestigiando a sua Armada Real e projectando o reino de Portugal na Europa, afirmando mais uma vez a sua aliança com o cunhado, o Imperador Carlos VI, o Papa, e no caso os seus aliados, Veneza e a Ordem de Malta. Talvez por essa razão foi o português D. António Manuel de Vilhena cinco anos mais tarde eleito grão-mestre da Ordem de Malta em 1722, tornando-se um dos mais notáveis mestres da história da Ordem.
Na Batalha de Matapão vemos assim a Armada Real de Portugal ser usada, mais que para fins militares de defesa, como uma peça no grande jogo de xadrez da política europeia. A esquadra do Conde do Rio Grande foi assim, para citar o célebre dito de Clausewitz, uma continuação da política com outros meios. No entanto, esta foi a última vez que a Armada Real portuguesa assim foi usada. Futuramente, graças às prioridades de D. João V e seus sucessores, limitar-se-ia a missões puramente militares de defesa do território do império português.